# Лоялизм Ольстера

Лоялистский флаг с красной рукой Ольстера и лозунгом За Бога и Ольстер

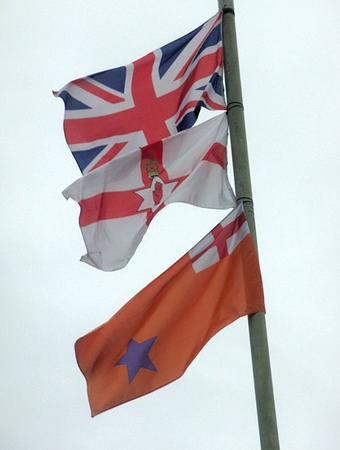
Лоялистские флаги: Британский флаг (Юнион Джек), Флаг Северной Ирландии (Ольстер Баннер) и флаг Оранжевого ордена которые часто используют лоялисты на разного рода маршах и митингах в Северной Ирландии.

Лоялизм в Ольстере — юнионистская идеология в Великобритании, разделяемая преимущественно протестантами Северной Ирландии. Юнионисты выступают за сохранение территории Северной Ирландии в Соединённом Королевстве и противостоят стремлению включить её в состав Республики Ирландия. Между различными движениями юнионизма существуют разногласия: некоторые из них (Ассоциация обороны Ольстера) открыто поддерживают идею независимости и вкупе с заявлениями о защите конституции нередко прибегают к насилию.
После признания ирландской независимости в 1921, несмотря на желание большинства ирландцев объединить свою страну, шесть из девяти графств Ольстера (в четырёх из шести протестанты составляли большинство) вышли из Ирландского свободного государства (позднее — Республика Ирландия) и остались в составе Соединённого Королевства. Разногласия между юнионистами (настаивающими на сохранении членства Ольстера в составе Соединённого Королевства) и ирландцами проходят также и по линии религии, что активно используется для политических целей; юнионисты преимущественно являются протестантами, ирландцы — католиками.
Цветом протестантов Ольстера является оранжевый, цвет дома Вильгельма Оранского, правителя Нидерландов, и с 1689 года короля Англии. Ключевым событием стал разгром сторонников предыдущего короля Иакова на реке Бойн в Ирландии, что отмечается протестантами («оранжистами») как важный праздник.
Обе стороны сформировали ряд военизированных группировок, совершивших многие акты насилия, многие из которых классифицируются как терроризм.

## Политические организации

### Действующие
- Прогрессивная юнионистская партия (с 1976)

### Завершившие деятельность
- Ольстерская протестантская лига (1931—1939)
- Волонтёрская политическая партия (1974—1975)
- Авангардная юнионистская прогрессивная партия (1972—1978)
- Ольстерская демократическая партия (1981—2001)
- Протестантская коалиция (2013—2015)

## Братства

### Оранжевый орден

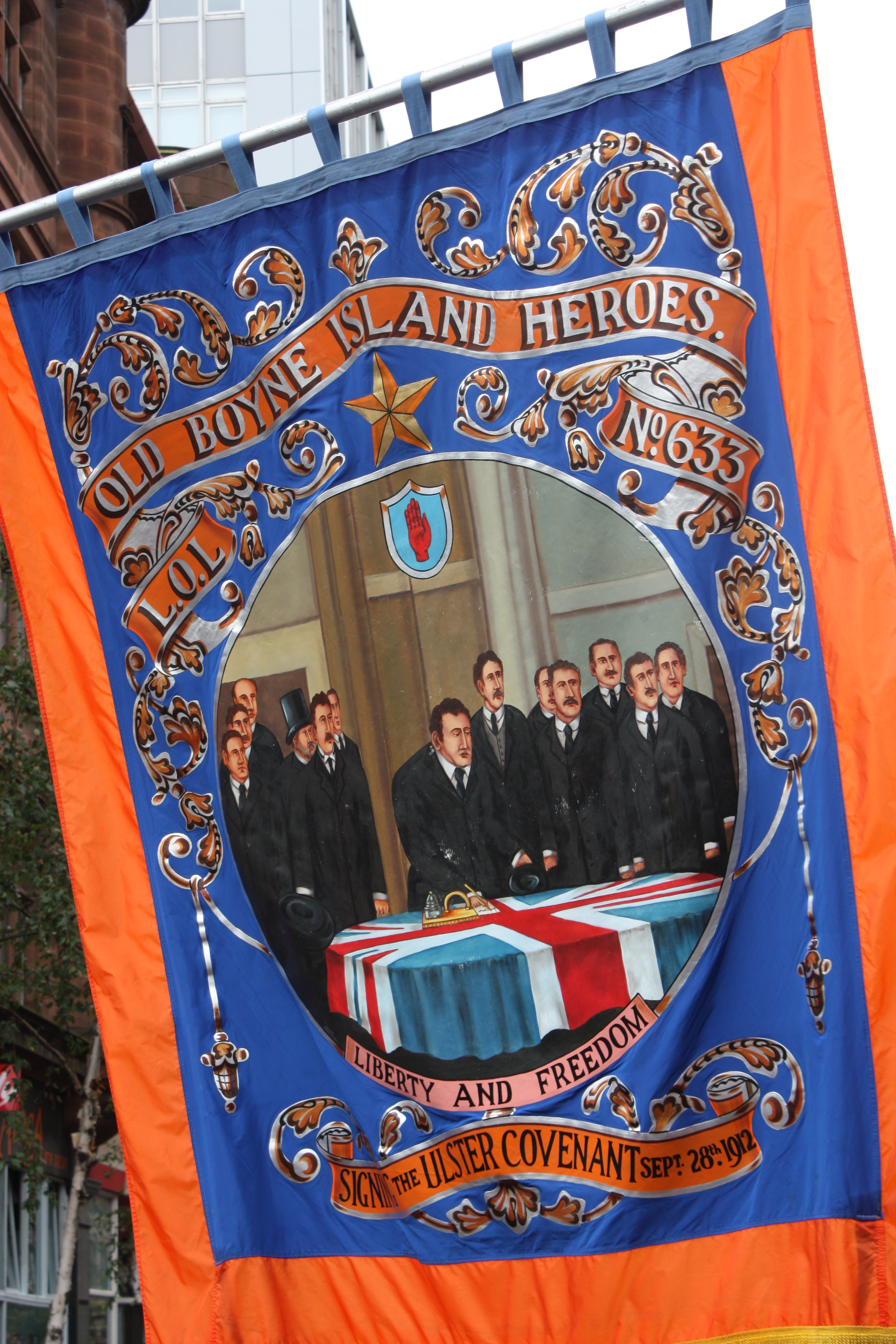
Оранжевый баннер, показывающий подписание Ольстерского договора

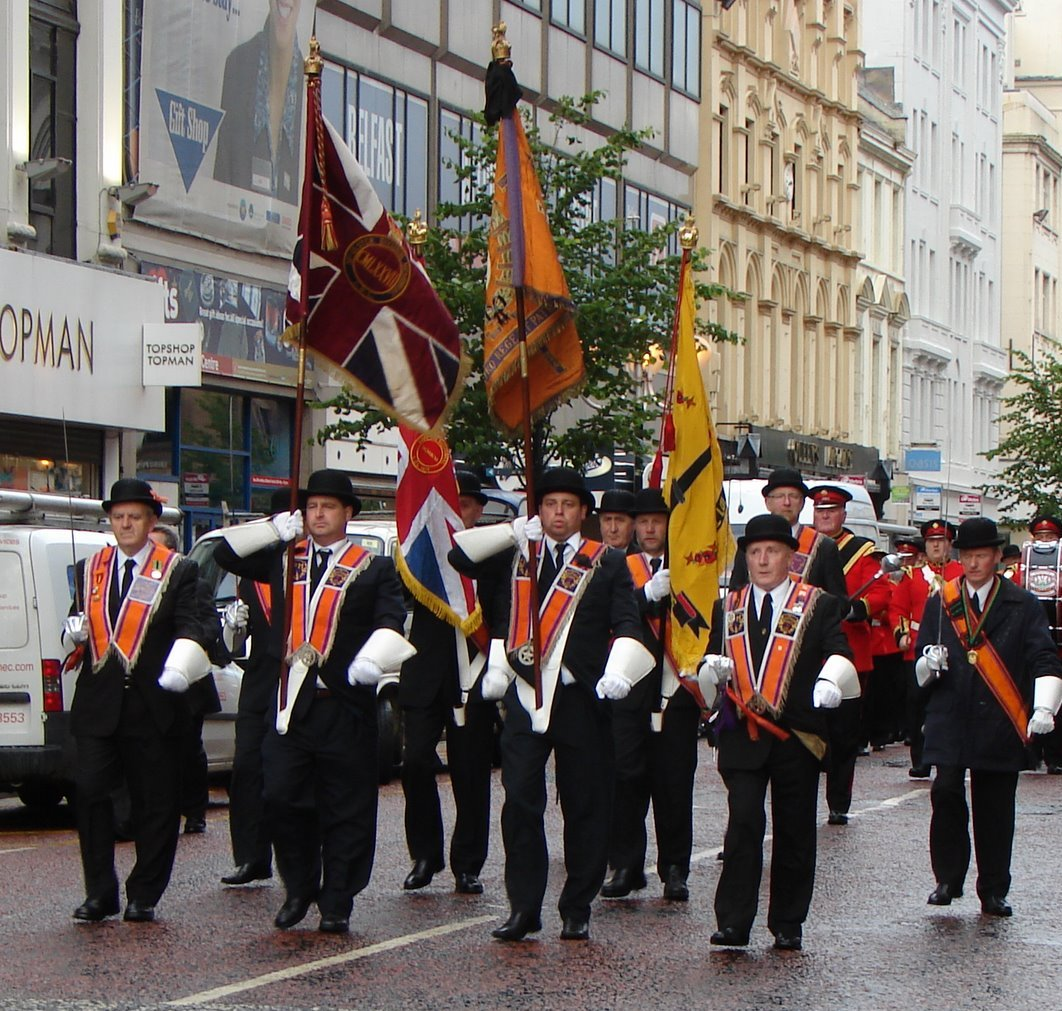
Традиционный парад оранжистов 12 июля

Оранжевый орден  или Институт лояльных оранжистов (англ. The Orange Order or The Loyal Orange Institution (LOI)) — протестантское братство, основанное в 1795, носит название в честь цвета дома Оранж-Нассау короля Вильгельма III, разбившего войска католиков короля Иакова на реке Бойн. В настоящее время братство действует в Северной Ирландии и Шотландии, имеет ложи в различных странах Британского содружества наций, и в Соединённых Штатах. В орден принимаются только протестанты; членство исключено для католиков, униатов и не-христиан. В ряде случаев также требуется, чтобы супруг и родители претендента на вступление также были протестантами; бывшие католики, как правило, также не принимаются.
С признанием независимости Ирландии в 1921 Оранжевый орден стал играть ключевую роль в жизни Северной Ирландии. Он объединяет всех протестантов Ольстера, независимо от их социального статуса; на своём пике в 1965 численность ордена доходила до 70 тыс. чел (каждый пятый взрослый протестант мужского пола).
Тесно связан с правящей Юнионистской партией Ольстера. В 1934 Джеймс Крэйг заявил, «Я в первую очередь оранжист и политик, и во вторую — депутат парламента». Связан также с Королевской полицией Ольстера и Церковью Ирландии. В меньшей степени связан с Демократической юнионистской партией, протестантскими военизированными группировками, Независимым Оранжевым орденом, Свободной пресвитерианской церковью.
Правящий орган — Великая оранжевая ложа Ирландии (англ. Grand Orange Lodge of Ireland), насчитывающая 373 человека. Имеет отделения во всех шести графствах Северной Ирландии.
Членство в Ордене часто помогает с работой и арендой квартиры.
День оранжистов (12 июля) стал национальным праздником Северной Ирландии.
В следующие десятилетия влияние Ордена падает, он теряет до трети своей численности, особенно в Белфасте и Дерри.

### Ученики ремесленников Дерри

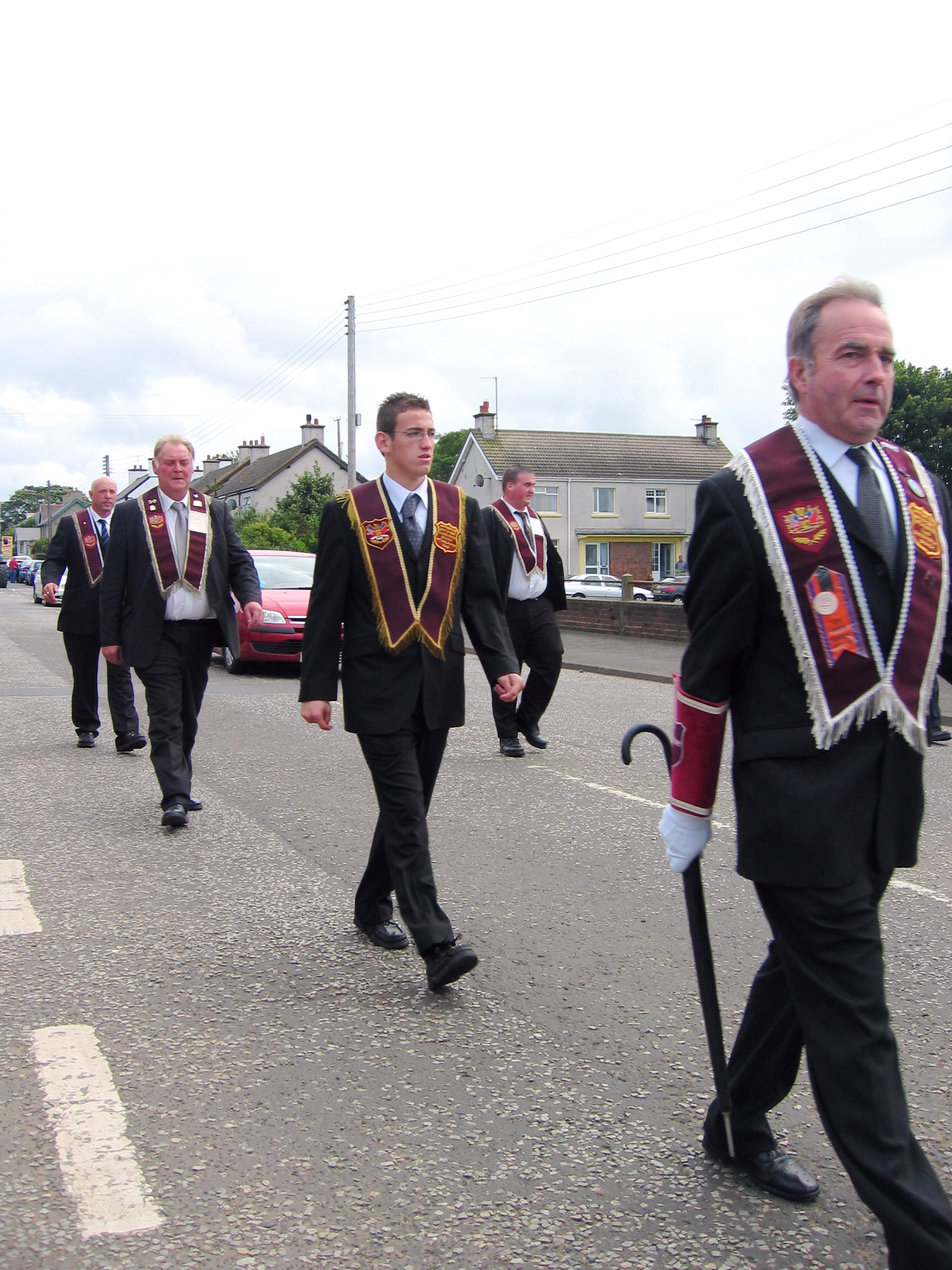
Парад Учеников ремесленников в Бушмиллсе

Ученики ремесленников Дерри  (англ. The Apprentice Boys of Derry (ABD)) — протестантское братство с отделениями по всему миру. Центром организации является город Дерри (Лондондерри) в Северной Ирландии. Основано в 1814 году в память об осаде города католиком — королём Иаковом II 1688—1689. Она называется так в честь тринадцати юных учеников ремесленников, захлопнувших ворота города перед войсками Якова II 7 декабря 1688 года во время вильямитской войны, после чего началась осада Дерри.
Организация проводит в ноябре и в августе каждого года парады, которыми отмечается годовщины двух событий: закрытия ворот города 7 декабря 1688 года и освобождения от осады в августе следующего года.
Оба события отмечались уже в XVII и XVIII веках. Например, в 1788 году столетие закрытия ворот (совпавшее со столетием Славной революции) было отмечено сожжением чучела полковника Роберта Ланди, военного губернатора города, утверждавшего, что город защитить невозможно, и ставшего местным эквивалентом Гая Фокса, предателя. Однако организация была создана только в 1814-м году, во время движения за эмансипацию католиков (предоставление им равных прав).

### Независимый Оранжевый орден
Ответвление Оранжевого ордена. Основано в 1903 Томасом Слоаном и другими лицами, исключёнными из Оранжевого ордена, когда они встали в оппозицию к сотрудничеству с политической партией Юнионистов Ольстера. Первоначально были связаны с рабочим движением, однако вскоре вернулись к традиционным юнионистским ценностям.
Организация невелика по сравнению с Оранжевым орденом, и насчитывает 1500—2000 чел. Базируется в графстве Антрим Северной Ирландии, однако имеет отделения по всему миру, включая Англию, Шотландию и Австралию.

## Ранние военизированные организации

### Ольстерские добровольцы

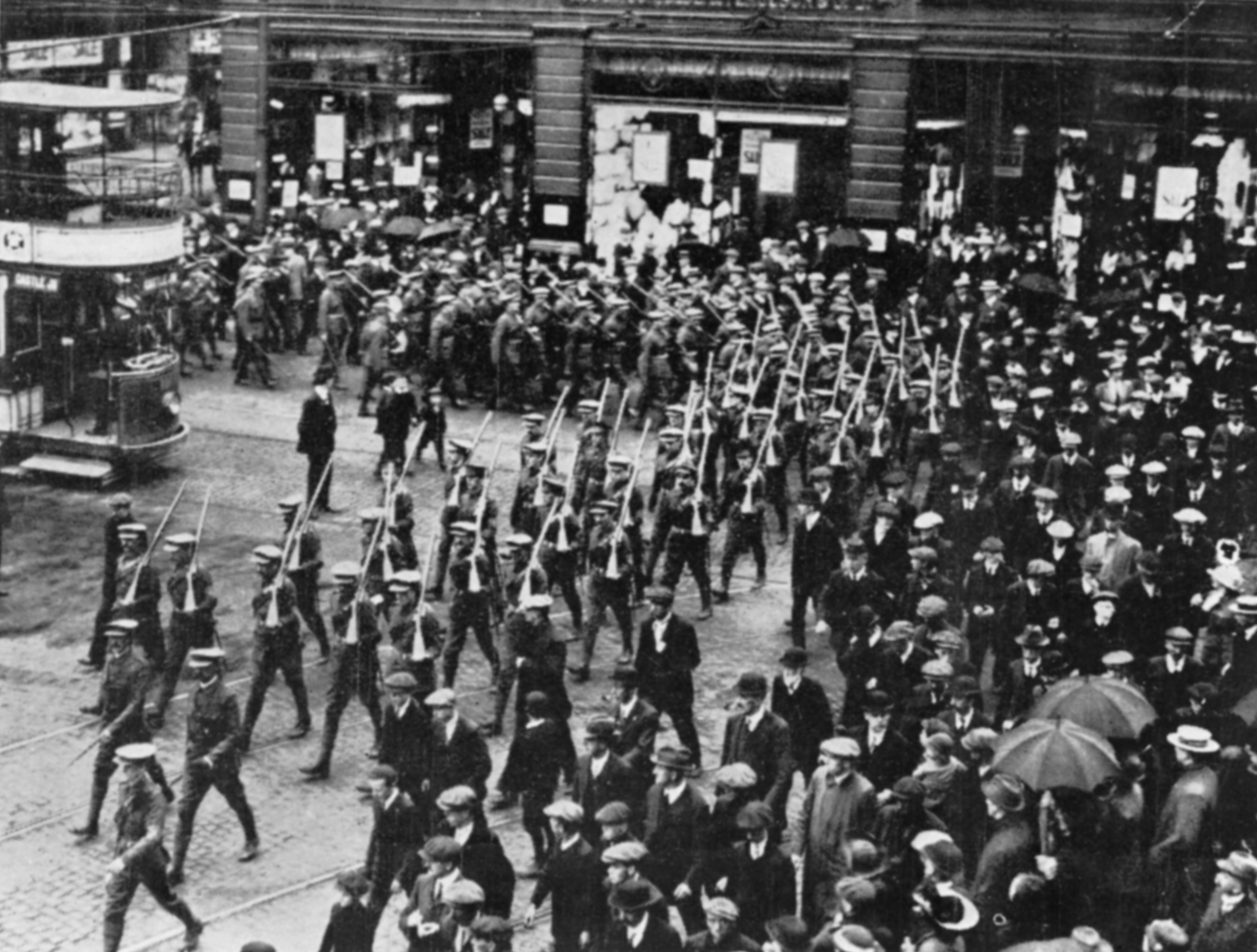
Ольстерские добровольческие силы, Белфаст, Северная Ирландия, 1914 г. Члены Ольстерских добровольческих сил маршируют по Белфасту с винтовками на плечах незадолго до Первой мировой войны.

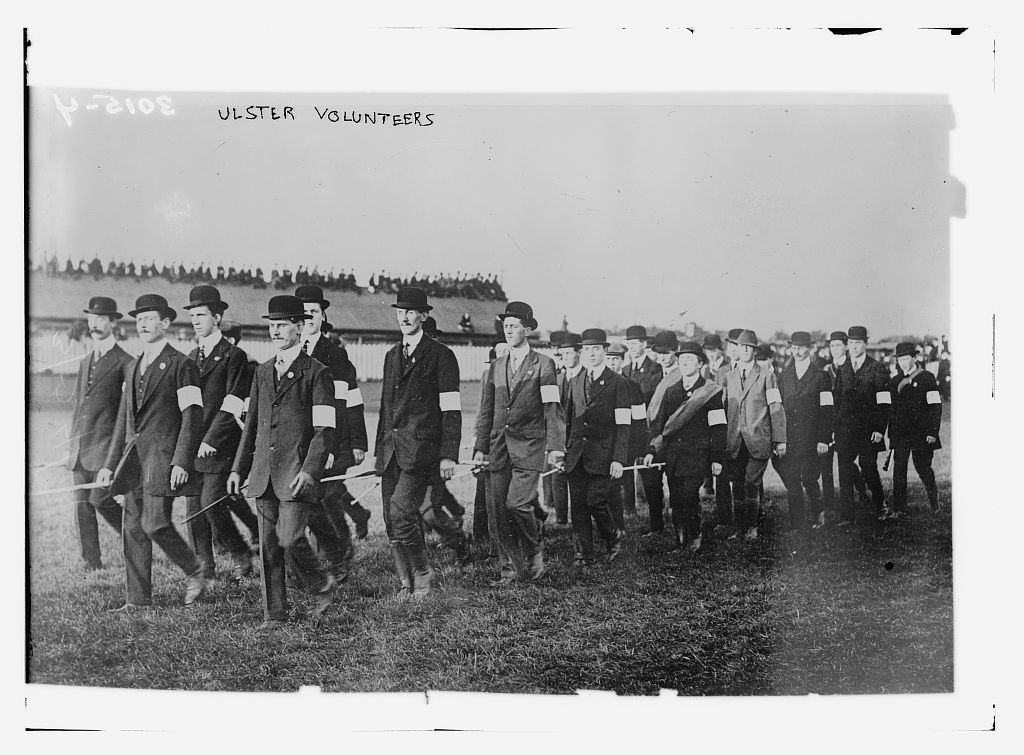
Ольстерские добровольцы в 1914 году

Ольстерские добровольцы или Ольстерские добровольческие силы (англ. The Ulster Volunteers (UV) or The Ulster Volunteer Force (UVF)) — была профсоюзной, лоялистской военизированной протестантской группировкой милиционного типа, основанной в 1912 году, с целью блокировать внутреннее самоуправление в Ирландии, которая тогда была частью Соединённого Королевства. Ольстерские добровольцы базировались в северных районах провинции Ольстер. Многие протестанты Ольстера опасались, что ими будет управлять парламент с католическим большинством в Дублине, и потерять связи с Великобританией. К 1912 году Ирландская парламентская партия (IPP) и Ирландская националистическая партия, добивавшиеся передачи полномочий (самоуправления) Ирландии, удерживала баланс сил в парламенте Соединённого Королевства. В апреле 1912 года премьер-министр Герберт Асквит внес на рассмотрение третий законопроект о самоуправлении. Предыдущие законопроекты о самоуправлении были отклонены, первый отклонен Палатой общин, второй из-за права вето Палаты лордов, в которой доминируют тори, однако после кризиса, вызванного отклонением лордами «народного бюджета» в 1909 году и последующее принятие Закона о парламенте 1911 года, Палата лордов увидела, что их полномочия по блокированию законодательства уменьшились, и поэтому можно было ожидать, что этот законопроект (в конечном итоге) станет законом. Самоуправление было популярно во всей Ирландии, за исключением северо-востока Ольстера. В то время как католики составляли большинство в большей части Ирландии, протестанты составляли большинство в Ольстере и Великобритании. Многие протестанты Ольстера опасались, что ими будет управлять парламент Дублина, в котором доминируют католики, и потерять свое местное господство и прочные связи с Великобританией.
Двумя ключевыми фигурами в создании Ольстерских добровольцев были лорд Эдвард Карсон (лидер Ирландского союза юнионистов) и виконт Джеймс Крейг, которых поддержали такие фигуры, как сэр и баронет Генри Уилсон, директор военных операций Британского военного ведомства. В начале 1912 года ведущие профсоюзы и члены Оранжевого ордена (протестантское братство) начали формировать небольшие местные отряды и тренировать их. 9 апреля 1912 года Карсон и Бонар Лоу (лидер Консервативной и юнионистской партии) просмотрели 100,000 тыс. Ольстерских добровольцев, марширующих колоннами. 28 сентября 1912 года 218,206 тыс. мужчин подписали Ольстерский пакт, пообещав использовать «все средства, которые могут быть сочтены необходимыми, чтобы победить нынешний заговор с целью создания парламента самоуправления в Ирландии» при поддержке 234,046 тыс. женщин. В январе 1913 года Ольстерский совет юнионистов официально учредил Ольстерские добровольческие силы (UVF). Набор должен был быть ограничен до 100 000 мужчин в возрасте от 17 до 65 лет из тех, кто подписал пакт, под командованием генерал-лейтенанта сэра Джорджа Ричардсона. Уильям Гибсон был первым командиром 3-го Восточно-Белфастского полка Ольстерских добровольцев. Ольстерские юнионисты пользовались безоговорочной поддержкой Британской консервативной партии, даже когда угрожали восстанием против британского правительства. 23 сентября 1913 года 500 делегатов Ольстерского юнионистского совета встретились, чтобы обсудить практические аспекты создания временного правительства Ольстера в случае применения гомруля. 25 ноября 1913 года, частично в ответ на формирование UVF, ирландские националисты сформировали группировку милиционного типа Ирландские добровольцы (англ. The Irish Volunteers (IV)), чья роль заключалась в защите самоуправления.

В марте 1914 года главнокомандующий британской армией в Ирландии получил приказ перебросить войска в Ольстер для защиты складов оружия от UVF. Тем не менее, 57 из 70 офицеров в штабе армии в Ирландии предпочли уйти в отставку, а не применять самоуправление или вступать в бой с UVF. В апреле 1914 года UVF контрабандой переправила 25,000 тыс. немецких винтовок с 3,000,000 млн патронов в порт Ларн. Это событие стало известно как незаконный оборот оружия в Ларне. Ольстерские добровольческие силы были продолжением того, что было описано как «протестантская традиция добровольчества в Ирландии», которая с 1666 года охватывает различные ирландские протестантские ополчения, основанные для защиты Ирландии от иностранной угрозы. Часто делались ссылки на наиболее известных из этих группировок, таких как Ирландские добровольцы 18 века, а также предпринимались попытки связать их деятельность. Кризис самоуправления был прерван Первой мировой войной. И в августе 1914 года большая часть Ольстерских добровольческих сил поступила на службу в 36-ю Ольстерскую дивизию британской армии и отправилась воевать на Западном фронте. Остальные добровольцы присоединились к ирландским полкам 10-й и 16-й ирландских дивизий Соединённого Королевства. К лету 1916 года остались только Ольстерская и 16-я дивизии, 10-я объединилась в обе после тяжёлых потерь в битве при Галлиполи. Обе оставшиеся дивизии понесли тяжёлые потери в июле 1916 года во время битвы на Сомме и были в значительной степени уничтожены в 1918 году во время весеннего наступления Германской армии. И хотя многие офицеры UVF ушли, чтобы присоединиться к Британской армии во время войны, руководство профсоюзов хотело сохранить Ольстерские добровольческие силы как жизнеспособную силу, зная, что вопрос о самоуправлении и разделении будет вновь рассмотрен, когда война закончится. Были также опасения, что немецкий военно-морской рейд на Ольстер, и большая часть UVF была преобразована в силы внутренней обороны. Первая мировая война закончилась в ноябре 1918 года.
На всеобщих выборах в декабре 1918 года Шинн Фейн (Ирландская республиканская партия), добивавшаяся полной независимости Ирландии, — получила подавляющее большинство мест в парламенте Ирландии. Её члены отказались занять свои места в британском парламенте, а вместо этого создали свой собственный парламент и провозгласили независимость Ирландии. Ирландские добровольцы стали Ирландской республиканской армией (ИРА), армией самопровозглашенной Ирландской республики. Началась ирландская война за независимость, в которой участвовала ИРА и силы Соединённого Королевства (в том числе Британская армия и Королевские ирландские полицейские силы, RIC). Закон о правительстве Ирландии 1920 года предусматривал наличие двух парламентов с самоуправлением: один для Северной Ирландии и один для Южной Ирландии. Парламент Северной Ирландии, в котором доминируют профсоюзы, решил остаться в составе Соединённого Королевства. 1 мая 1919 года UVF была «демобилизована», когда Ричардсон ушёл с поста генерального командира. В последних приказах UVF Ричардсон заявил:

 Существующие условия требуют демобилизации Ольстерских добровольцев. Сила была организована для защиты интересов провинции Ольстер в то время, когда угрожали неприятности. Успех организации говорит сам за себя, как страницы истории в записях Ольстера, которые никогда не исчезнут. Оригинальный текст (англ.)Existing conditions call for the demobilisation of the Ulster Volunteers. The Force was organised, to protect the interests of the Province of Ulster, at a time when trouble threatened. The success of the organisation speaks for itself, as a page of history, in the records of Ulster that will never fade. — 
25 июня 1920 года в ответ на атаки ИРА в Ольстере, Совет юнионистов Ольстера официально возродил Ольстерские добровольческие силы. Многие юнионисты считали, что Королевские ирландские полицейские силы, будучи в основном католиками, не сможет должным образом защитить юнионистские районы. В начале июля Совет юнионистов назначил подполковника сэра Уилфрида Спендера командующим Ольстерскими добровольческими силами. В то же время в профсоюзных газетах были напечатаны объявления, призывающие всех бывших членов UVF вновь явиться на службу. Однако этот призыв имел ограниченный успех; например, каждый батальон Белфаста насчитывал немногим более 100 человек каждый, и они остались в основном мало вооружёнными. Возрождение UVF также не получило поддержки со стороны профсоюзов Великобритании. Во время конфликта лоялисты создали небольшие независимые «группы бдительности» во многих частях Ольстера. Большинство из этих групп патрулируют свои районы и сообщают обо всём неприятном в полицию (RIC). Некоторые из них были вооружены винтовками UVF с 1914 года. Существовал также ряд небольших лоялистских военизированных групп, наиболее заметной из которых была Ольстерская имперская гвардия (англ. The Ulster Imperial Guards (UIG)), которая, возможно, превзошла UVF с точки зрения количества вооружённых бойцов. Канадский историк Питер Харт написал об этих группах следующее:

 Также иногда мишенью [ИРА] были протестанты Ольстера, которые рассматривали республиканскую партизанскую кампанию как вторжение на их территорию, где они составляли большинство. Лоялистские активисты ответили формированием групп линчевателей, которые вскоре приобрели официальный статус как часть Особой полиции Ольстера. Эти люди возглавили волну антикатолического насилия, начавшуюся в июле 1920 года и продолжавшуюся два года. Это нападение было частью контрреволюции ольстерских юнионистов, боевики которой действовали почти исключительно как этнические чистильщики и мстители.Оригинальный текст (англ.)Also occasionally targeted [by the IRA] were Ulster Protestants who saw the republican guerrilla campaign as an invasion of their territory, where they formed the majority. Loyalist activists responded by forming vigilante groups, which soon acquired official status as part of the Ulster Special Constabulary. These men spearheaded the wave of anti-Catholic violence that began in July 1920 and continued for two years. This onslaught was part of an Ulster Unionist counter-revolution, whose gunmen operated almost exclusively as ethnic cleansers and avengers. — 
.
Ольстерскими добровольческими силами были вовлечены в межрелигиозные столкновения в Дерри в июне 1920 года. Католические дома были сожжены в основном протестантском районе Уотерсайд, члены UVF открыли огонь по католикам, спасавшимся на лодках через реку Фойл. Члены UVF открыли огонь из квартала Фойтайн в прилегающие католические районы, в ответ IRA открыла ответный огонь. Тринадцать католиков и пять протестантов были убиты за неделю насилия. В августе 1920 года UVF помог организовать массовый поджог католической собственности в Лисберне. Это было ответом на убийство ИРА инспектора полиции в городе. В октябре того же года вооружённые члены UVF отогнали отряд ИРА, который атаковал казармы королевской полиции в Темпо (графство Фермана). Медленный набор в Ольстерские добровольческие силы и его неспособность остановить деятельность ИРА в Ольстере побудили сэра Джеймса Крейга призвать к формированию новой специальной полиции. В октябре 1920 г. были сформированы Специальные полицейские силы (USC). Это были вооружённые резервные полицейские силы, основная роль которых в течение 1920—1922 годов заключалась в поддержке Королевских ирландских полицейских сил и борьбе с ИРА. Спендер призвал членов UVF присоединиться к нему. Многие так и поступили, хотя USC так и не охватила основную часть UVF (и других лоялистских военизированных групп) до начала 1922 года. Крейг надеялся «нейтрализовать» лоялистские военизированные группировки, зачислив их личный состав в подразделение «C» USC, и этот шаг был поддержан британским правительством. Историк Майкл Хопкинсон писал, что подразделения USC «составляло официально утвержденные UVF». USC был почти полностью протестантским и пользовался большим недоверием со стороны католиков и ирландских националистов. После нападений ИРА её члены иногда совершали убийства из мести и репрессалии против мирных католиков во время конфликта. В своей книге «Армия Карсона: Ольстерские добровольческие силы 1910—1922 годов» (англ. The Carson's Army: the Ulster Volunteer Force 1910–22) Тимоти Боумен в качестве последней мысли о UVF в этот период высказал следующее:

Сомнительно, в какой степени Ольстерские добровольческие силы действительно реформировалась в 1920 году. Возможно, собственно UVF насчитывало немногим более 3000 человек в этот период, и примечательно, что UVF никогда не проводила формального расформирования ... возможно, чтобы не было внимания. Следует обратить внимание на то, в какой степени формирование 1920—1922 годов было такой бледной тенью образования 1913—1914 годов.Оригинальный текст (англ.)It is questionable the extent to which the UVF did actually reform in 1920. Possibly the UVF proper amounted to little more than 3,000 men in this period and it is noticeable that the UVF never had a formal disbandment ... possibly so that attention would not be drawn to the extent to which the formation of 1920–22 was such a pale shadow of that of 1913–14. — 
.
В 1966 году была сформирована лоялистская военизированная группировка, называющая себя «Ольстерские добровольческие силы». Она утверждает, что является прямым потомком более старой организации, и использует тот же логотип, но между ними нет никаких организационных связей.

### Молодые гражданские добровольцы (1912)

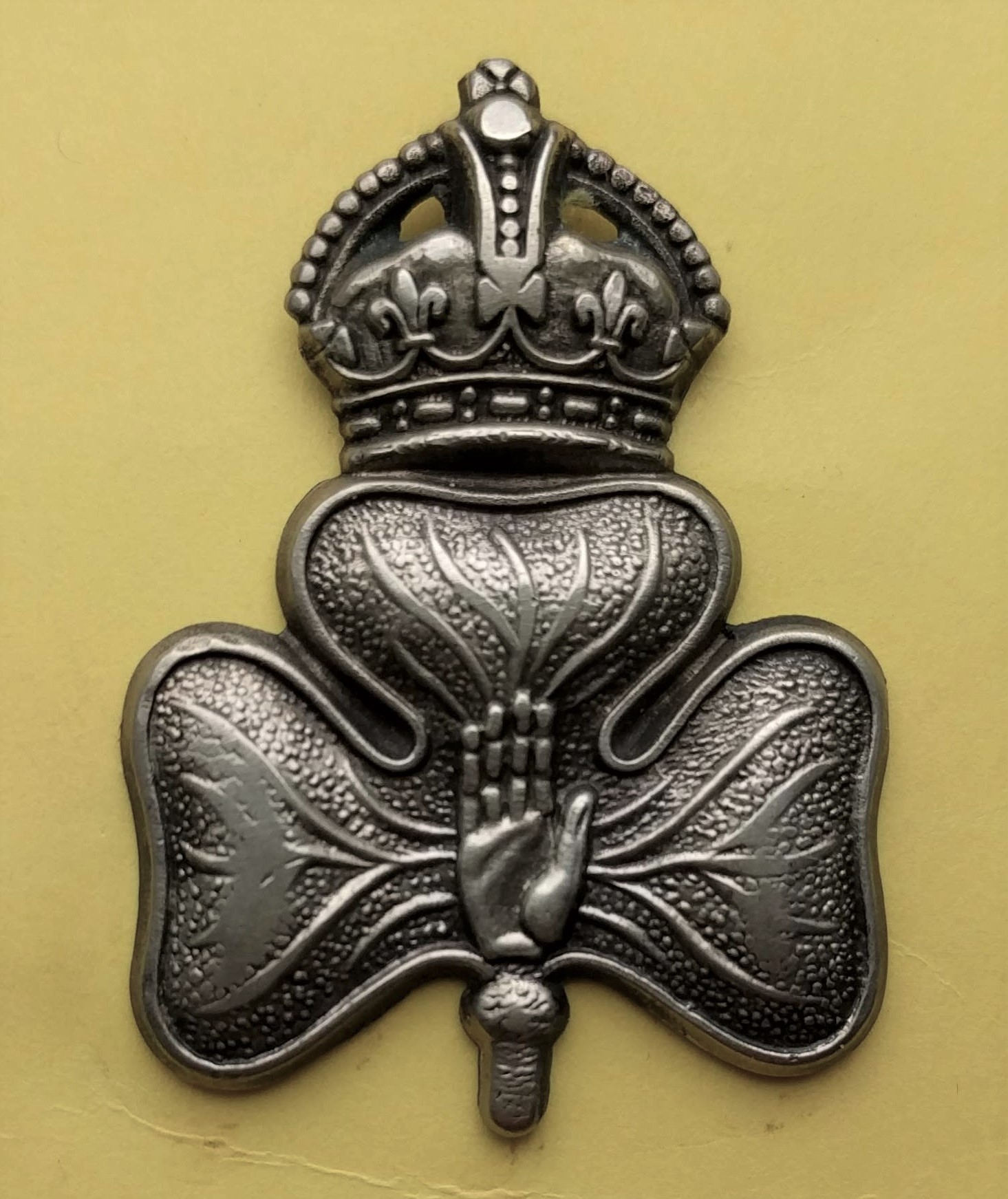
Кокарда на фуражке 14-го батальона (YCV) Королевских ольстерских стрелков, 1914 г.

Молодые гражданские добровольцы (1912)  или Молодые гражданские добровольцы Ирландии (англ. The Young Cityzen Volunteers (YCV) (1912) or The Young Citizen Volunteers of Ireland (YCVI)) — была лоялистской военизированной протестантской гражданской организацией милиционного типа, основанной в Белфасте в 1912 году. Организация была основана, чтобы преодолеть разрыв между членством в молодёжных организациях, таких как «Бригада мальчиков» и «Бойскауты», среди молодежи от 18 до 35 лет и периодом ответственной взрослой жизни. Ещё одним стимулом для его создания была неспособность британского правительства распространить действие закона о Территориальных силах, введенного в 1908 году, на Ирландию. Была надежда, что военное министерство поглотит YCV в составе территориальных сил, однако такие предложения были отклонены. Только с началом Первой мировой войны YCV — к тому времени батальон UVF — стал частью британской армии в качестве 14-го батальона Королевских ольстерских стрелков.
Организация Молодых гражданских добровольцев была основана на базе организации Ассоциации граждан Белфаста (англ. The Belfast Citizens Association (BCA)), из консервативной группы налогоплательщиков, проведших своё первое собрание незадолго до подписания Торжественной лиги и Ольстерского пакта, который противостоял гомрулю, пакт был запущен в мэрии Белфаста 10 сентября 1912 года на собрании под председательством лорд-мэра Белфаста Роберта Джеймса Макморди, который стал его первым президентом и также возглавлялась Фредериком Кроуфордом. Среди других ведущих фигур в фонде организации были советник Фрэнк Уоркман и владелец литейного завода Джеймс Маки. Организация сначала изо всех сил пыталась привлечь командующего, прежде чем в конечном итоге назначить полковника Спенсера Чичестера, крайне правого юниониста, который поддерживал закупку оружия для Молодых гражданских добровольцев. Хотя официально организация называлась Молодые гражданские добровольцы Ирландии, однако организация первоначально не имела активистов вне города Белфаст. Идеалы организации с самого начала были заявлены как «несектантские» и «неполитические», и несмотря на то, что её руководство и членство в значительной степени принадлежало к профсоюзным семьям, в её комитет входил видный белфастский националист Фрэнсис Джозеф Биггар. Создание организации с самого начала не имело ничего общего с кризисом самоуправления или Днём Ольстера 28 сентября 1912 года, когда был подписан Ольстерский пакт против гомруля. Однако к маю 1914 года Молодые гражданские добровольцы, несмотря на некоторые разногласия, объединилась с Ольстерскими добровольческими силами, выступающими против самоуправления. Несмотря на свое название, подразумевающее, что оно охватывает всю Ирландию, организация никогда не распространялась за пределы Белфаста, однако были планы создать батальонов в таких местах, как графства Лондондерри и Фермана. Вскоре после своего создания Молодых гражданских добровольцев столкнулась с финансовыми проблемами, поскольку пыталась получить пожертвования от крупных местных предприятий, но так и не смогла их получить. К началу 1914 года ситуация стала настолько ужасной, что богатый промышленник Фрэнк Уоркман, который был партнёром судостроительной компании Уоркмен и Кларк, оплачивал содержание организации из своего собственного кармана. Несмотря на попытки Чичестера полностью милитаризировать организацию, Британское правительство отказалось предложить финансовую помощь Молодым добровольцам в обмен на то, если они не предоставили себя в распоряжение правительства.
При вступлении в организацию каждый активист должен был платить 2 ш., 6 п. (12,5 пенсов) и ещё 6 пенсов (2,5 пенсов) каждый месяц, а также взносы в размере 1,10 фунта стерлингов за покупку серой униформы. Каждый активист должен был посещать еженедельные учения, чтобы изучить «модифицированные военные и полицейские учения, упражнения с винтовкой и дубинкой, сигнализацией, завязкой узлов и другими подобными упражнениями». Если возможно, активист также должен был получить некоторые знания «по оказанию первой медицинской помощи и работе скорой помощи». Согласно конституции Молодых гражданских добровольцев, её активисты не должны принимать участие в каких-либо политических собраниях или демонстрациях, а также носить форму организации на таких мероприятиях. Они были заявлены как «несектантские и неполитические» активисты, и их цели рассматривались как:

..... развивать дух ответственного гражданства и муниципального патриотизма посредством лекций и дискуссий по гражданским вопросам .... культивировать с помощью модифицированных военных и полицейских учений мужественное телосложение с привычками самоконтроля, самоуважение и рыцарство ... помогать как организации, когда её призывают, гражданскую власть в поддержании мира.Оригинальный текст (англ.)..... to develop the spirit of responsible citizenship and municipal patriotism by means of lectures and discussions on civic matters.... to cultivate, by means of modified military and police drill, a manly physique, with habits of self control, self-respect and chivalry....to assist as an organization, when called upon, the civil power in the maintenance of peace. — 

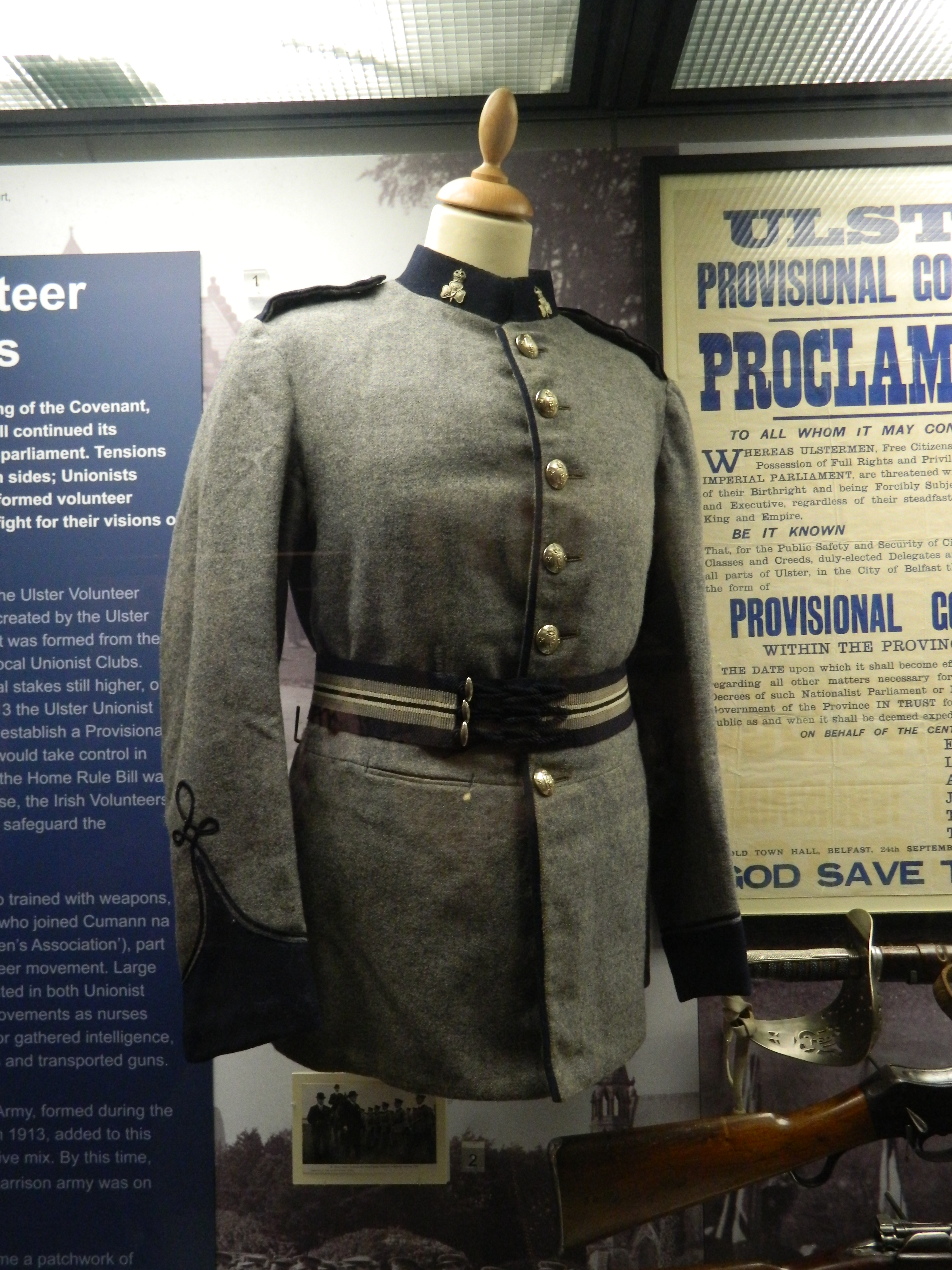
Униформа Молодых гражданских добровольцев, образца 1912—1914 годов.

Членство в организации было открыто для всех людей в возрасте от восемнадцати до тридцати пяти лет, с ростом выше пяти футов (примерно от 165 см.) и могли предъявить «свидетельства хорошего характера». В том числе, к организации действительно примкнули некоторые католики, хотя в подавляющем большинстве организация была протестантской по численности личного состава. Состоящая в основном из представителей среднего класса, организация была построена по образцу скаутского движения, хотя и для молодых людей которые были слишком стары для этого движения, а также из «Бригады мальчиков» и «Бригады церковных парней и церковных девушек». Организация была сформирована частично из-за того, что Территориальные силы не были распространены на Ирландию, и активисты организации её хотели заменить. Основание организации приветствовала Юнионистская ежедневная газета «Северный либерал» (англ. The Unionist daily newspaper «Northern Whig»), и хотя националистическая газета «Ирландские новости» (англ. The Nationalist newspaper «Irish News») была менее восторженной, предполагая что Молодые гражданские добровольцы была создана как организованная штрейкбрехерская сила, помнящая Белфастскую забастовку на док-станции в 1907 года, воспоминания о которой оставались всё ещё свежи. Ольстерские добровольческие силы, выступающие против самоуправления активно сотрудничали с Молодыми гражданскими добровольцами, включая незаконную торговлю оружием из Ларна. По мере обострения кризиса самоуправления давление на молодых добровольцев с целью присоединения к Ольстерским добровольцам росло, и такое предложение было сделано в марте 1914 года. Это вызвало разногласия среди членов организации, даже среди тех, кто был членами обеих организаций, которые стремились к тому, чтобы Молодые добровольцы оставалась неполитической. 1-й батальон Молодых гражданских добровольцев пошёл дальше и объединился с Ольстерскими добровольческими силами, в результате чего на заседании совета Молодых добровольцев была предложена и поддержана резолюция, в которой выражалось сожаление по поводу того, что с ними не проконсультировались заранее и что 1-й батальон не имел полномочий действовать самостоятельно. Некоторые члены Молодых добровольцев ушли в отставку из-за слияния, однако большинство не вышло, и 17 мая 1914 года она перестала быть независимой организацией, превратившись в батальон Ольстерских добровольческих сил. На момент слияния в организации Молодых добровольцах оставалось всего около 400 активистов-католиков, которые ушли из движения, а не перешли к протестантским Ольстерским добровольцам.
Организация Ольстерских добровольцев была наиболее тесно связана с 36-й Ольстерской пехотной дивизией во время Первой мировой войны, и Молодые гражданские добровольцы в качестве боевого подразделения сформировали 14-й батальон Королевских ольстерских стрелков, который был частью 36-й дивизии. Командовал батальоном подполковник Роберт Чичестер, который называл своих солдат «молодыми гражданами» и носил серую униформу Молодых добровольцев, и хотя 750 бойцов батальона были усилены войсками из континентальной Британии (которые составляли 25 % от всего личного состава), остальная часть бойцов были жителями всей Ирландии (около 17 %). Большая группа английских призывников в батальоне получила прозвище "Бригада болтунов Блайми (англ. The Gawd Blimey Brigade) от солдат из Белфаста, многие из которых происходили из семей среднего и высшего классов и смотрели свысока на более грубых и подготовленных английских солдат. Более обеспеченные члены Молодых добровольцев уверяли, что сам батальон получил прозвище «Молодые шоколадные солдаты» (англ. The Young Chocolate Soldiers). Молодые добровольцы дважды поднимали мятеж в 1915 году, первый раз в июне, когда солдаты проходившие обучение в замке Шейна возле небольшого городка Рандалстаун (в северо-восточном графстве Антрим), отказались возвращаться в казармы настаивая на том, чтобы вместо них отправили поезд. Чичестер согласился с этим требованием. За этим последовал мятеж и в сентябре 1915 году, когда солдаты взбунтовалась из-за отмены увольнительных в рамках более широкого мятежа во всей 36-й дивизии. Однако мятеж 14-го батальона был подавлен неким «майором Б», который убедил солдат отказаться от своих планов. Однако вскоре после этого, батальон был передислоцирован и передан в оперативное подчинение 12-й бригаде (англ. The 12th Brigade) в период реорганизации сил из Ольстера. К 1917 году 14-й батальон считался одним из самых бедных боевых единиц Ольстерской дивизии. В письме генерал-майора Оливера Ньюджента другому генерал-адъютанту в декабре 1917 года он описал батальон как солдат «полностью лишенных какого-либо боевого духа» и также указал, что «бригадный генерал говорит, что не может им доверять, и я знаю, что он прав, [поскольку] они бедняки либо в качестве рабочих, либо в качестве бойцов и были постоянным источником беспокойства в течение последних трех недель». Батальон был расформирован в начале 1918 года в рамках более широкой реорганизации и ротации численности 36-й Ольстерской дивизии. В 1919 году были разработаны планы возродить организацию Молодых гражданских добровольцев под патронажем Джеймса Джонстона, действующего мэра Белфаста. Эдвард Карсон однако, не проявил особого энтузиазма и предложил им связаться с британскими властями в Дублинском замке, чтобы узнать их мнение. Когда эта линия соприкосновения была проигнорирована, план возрождения был отменен, и организация Молодых гражданских добровольцев не была возрождена.
Новая организация созданная в 1972 году, не имеет прямого отношения к более ранней версии. Организация была возрождена как новое молодёжное движение под прямым патронажем Ольстерских добровольческих сил (возрождённых в 1966 году). И хотя между этими двумя организациями нет прямой преемственности, последняя позаимствовала одну и ту же символику — трилистник, увенчанный Красной рукой Ольстера.

### Участие ольстерских лоялистов в Первой мировой войне

#### 36-я Ольстерская дивизия

Отличительная эмблема дивизии — Красная рука Ольстера.

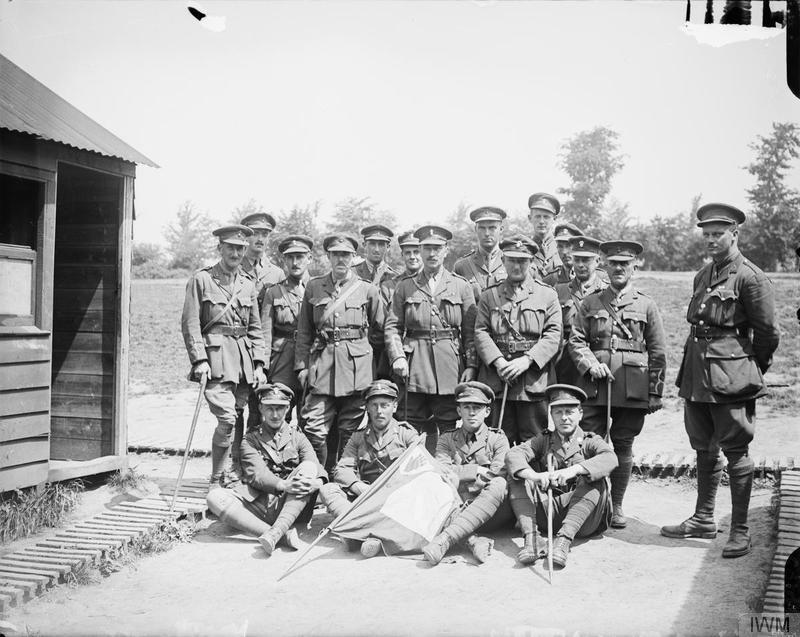
Офицеры 11-го (служебного) батальона Королевских Иннискиллингских фузилёров (109-я бригада, 36-я дивизия) после взятия бельгийского муниципалитета Хёйвелланд, 12 июня 1917 года.

36-я Ольстерская пехотная дивизия  (англ. The 36th Ulster infantry division) — была добровольческой пехотной дивизией Британской армии, входившей в состав Новой армии графа Герберта Китченера, сформированной в сентябре 1914 года. Первоначально называвшаяся Ольстерской дивизией, она состояла в основном из членов Ольстерских добровольческих сил (см.выше), основанных в 1912 году для блокирования самоуправления в Ирландии, которые впоследствии сформировали тринадцать дополнительных батальонов для трёх существующих полков: Королевских Ирландских фузилёров (англ. The Royal Irish Fusiliers), Королевских Ольстерских стрелков (англ. The Royal Ulster Rifles) и Королевских Иннискиллингских фузилёров (англ. The Royal Inniskilling Fusiliers). Однако регулярные офицеры, солдаты и люди со всего Соединённого Королевства составляли силу дивизии. В 1913 году Молодые гражданские добровольцы объединились вместе с Ольстерскими добровольческими силами, чтобы оказать вооружённое сопротивление предполагаемому Третьему акту о самоуправлении (принятому в 1914 году). Многие протестанты Ольстера опасались, что ими будет управлять парламент в Дублине, в котором доминируют католики, и потерять свое местное господство и прочные связи с Великобританией. Ольстерские добровольческие силы были профсоюзной военизированной группировкой сэра Эдварда Карсона, одним из лидеров профсоюза, который с началом войны обратился к бойцам группировки с призывом идти на военную службу. В отличие от армий Франции и Германии, британская армия не была массовой армией в начале Первой мировой войны, и не было у неё даже воинской повинности. На следующий день после того, как он был назначен военным министром (5 августа 1914 г.), Герберт Китченер, издал приказ об увеличении армии. По армейскому приказу № 324 от 21 августа 1914 г. из набранных таким образом добровольцев первоначально было сформировано шесть новых дивизий. Всего к 1915 году для использования во Франции было создано более 40 дивизий. Уже в сентябре 1914 года Ольстерская дивизия была преобразована в 36-ю пехотную дивизию Британской Новой армии, первым командиром дивизии был генерал-майор К. Х. Пауэлл (англ. The Major-general C. H. Powell), который командовал подразделением практически ровно один год, пока его место не занял Оливер Ньюджент. После начальной военной подготовки за дивизией в течение долгого времени внимательно наблюдали в Сассексе из-за политических волнений в Ирландии, Китченер надеялся на формирование добровольческой бригады (с четырьмя батальонами), но вместо этого соединение было целой дивизией (включающую в себя три бригады). Генерал-майор Оливер Ньюджент становится вторым командиром дивизии в сентябре 1915 года, а в октябре 1915 года дивизия передислоцировалась во Францию в составе 10-го армейского корпуса который был развернут под командованием генерал-лейтенанта Томаса Морланда, и принимала участие в боевых действиях как соединение Британской армии, на Западном фронте Первой мировой войны. В составе дивизии находились следующие подразделения: 107-я Ольстерская смешанная бригада (включала в себя 7 пехотных батальонов, бригадную пулемётную роту и окопную миномётную батарею), 108-я смешанная бригада (включала в себя 7 пехотных батальонов, бригадную пулемётную роту и окопную миномётную батарею) и 109-я смешанная бригада (включала в себя 6 пехотных батальонов, бригадную пулемётную роту и окопную миномётную батарею).
Считается, что боевым крещением 36-й Ольстерской пехотной дивизии является битва на Сомме. Дивизия была одной из немногих дивизий, добившихся значительных успехов в первый день битвы. Участок фронта находившийся в зоне ответственности дивизии находился между Анкром и Тьепвалем, атаки дивизии происходили на германскую позицию также известную как Швабский редут. По словам английского военного историка Мартина Миддлбрука:

Передовым батальонам (36-й Ольстерской дивизии) было приказано выйти из леса незадолго до 7:30 утра и залегли возле германских окопов... В нулевой час британский заградительный огонь прекратился. Баглс взорвал «Аванс». Вскочили ольстерцы, и не объединяясь с волнами, принятыми другими дивизиями, они устремились к Германской линии фронта..... Комбинацией разумной тактики и рывка в Ольстере была достигнута цель, приз, который ускользнул от многих — захват длинного участка Германской линии фронта.Оригинальный текст (англ.)The leading battalions (of the 36th Ulster Division) had been ordered out from the wood just before 7.30am and laid down near the German trenches... At zero hour the British barrage lifted. Bugles blew the "Advance". Up sprang the Ulstermen and, without forming up in the waves adopted by other divisions, they rushed the German front line..... By a combination of sensible tactics and Ulster dash, the prize that eluded so many, the capture of a long section of the German front line, had been accomplished. — 
.

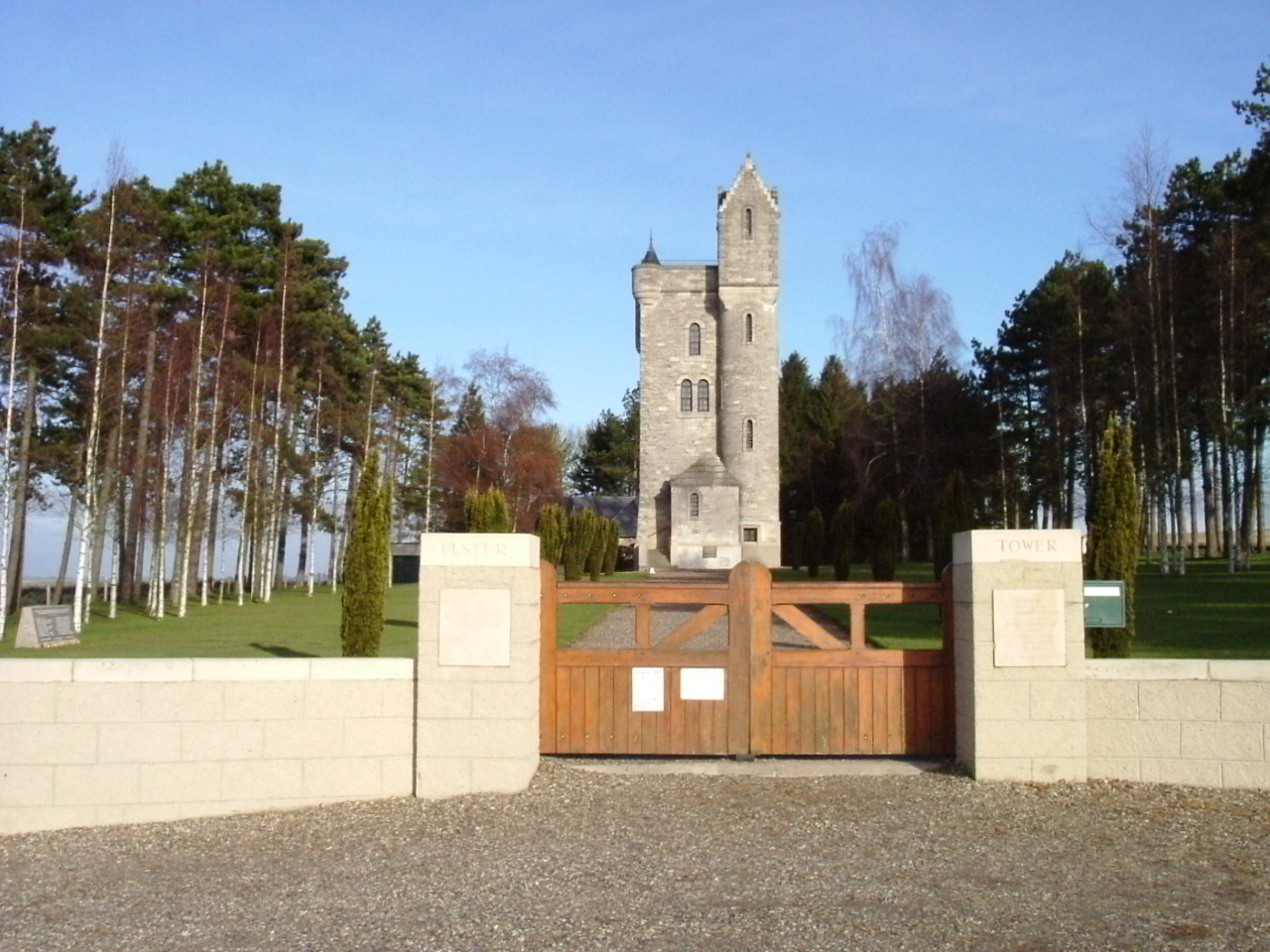
Мемориальная Ольстерская башня Тьепваля для погибших и пропавших без вести, декабрь 2005 г., автор фото — Харм Фрилинк

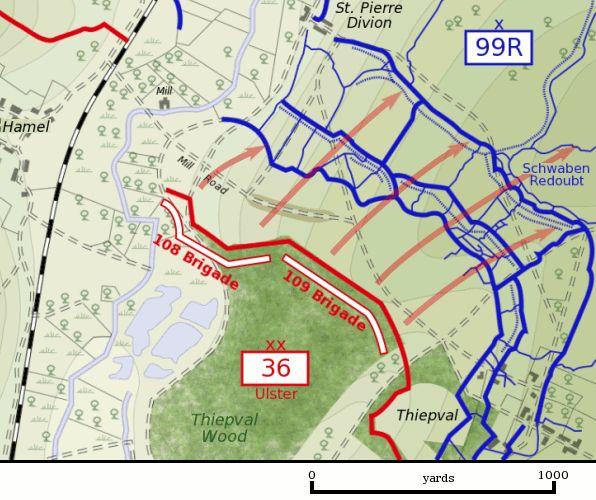
Участок фронта 36-й Ольстерской дивизии на 1 июля 1916 г. в Тьепвале, напротив 26-й Вюртембергской резервной пехотной дивизии Германской имперской армии

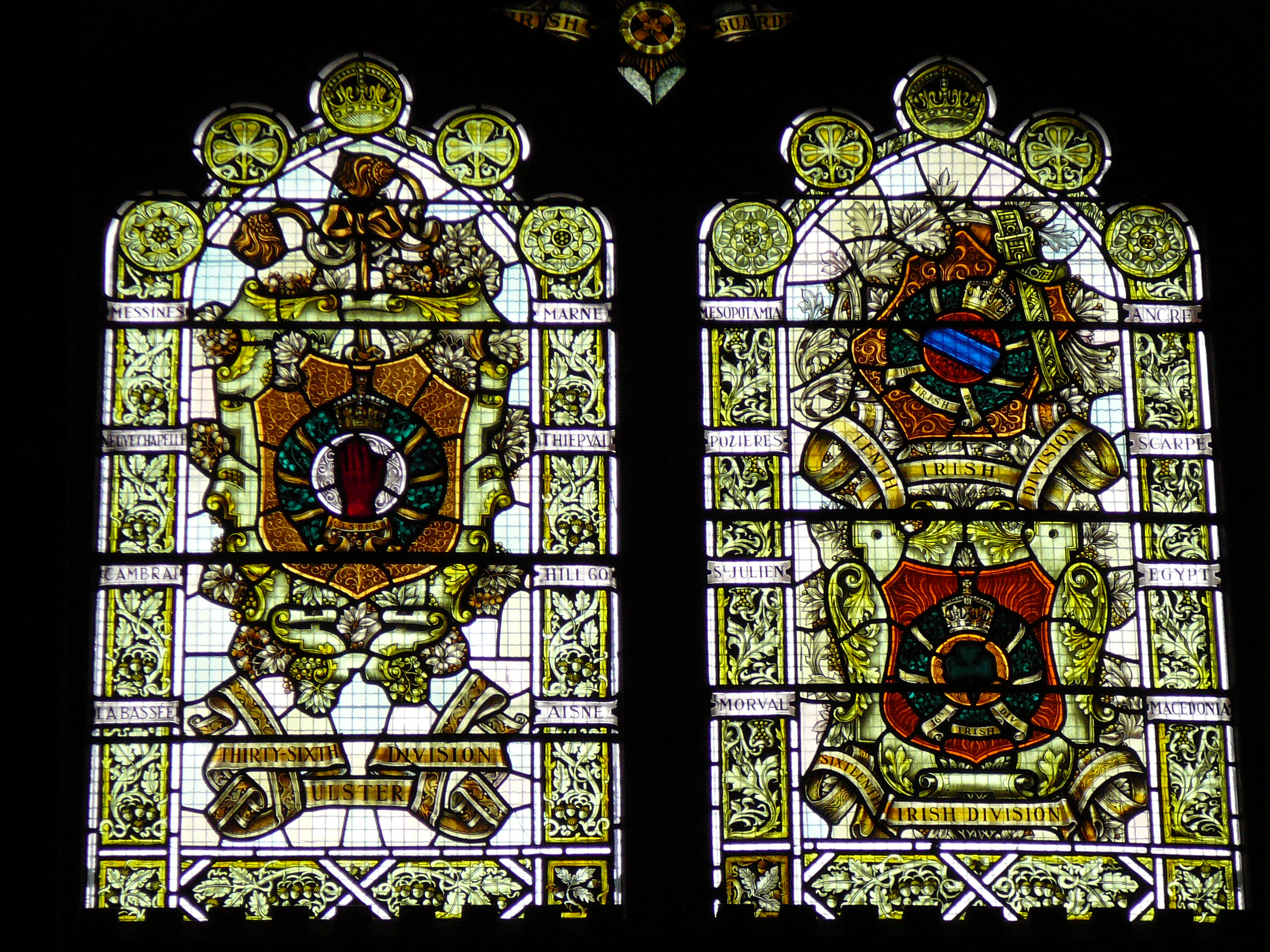
Витраж Гилдхолл Дерри, посвященный трём ирландским дивизиям, слева 36-й, справа 10-й и 16-й

Сектор ответственности 36-й Ольстерской дивизии во время битвы на Сомме располагался по обе стороны болотистой долины реки Анкр и возвышенности к югу от реки. Задача дивизии состояла в том, чтобы пересечь хребет и занять вторую линию обороны немцев у Грандкура. На их пути лежала не только германская линия фронта, но и сразу за ней, промежуточная линия, внутри которой находился Швабский редут. Первый день битвы на Сомме был годовщиной (по юлианскому календарю) битвы при Бойне, факт, отмеченный командирами дивизии. Однако рассказы о том, что некоторые мужчины вышли из-под контроля с оранжевыми поясами, иногда считаются мифами. «На Сомме было много тех кто был ольстерцем, по-крайней мере, один сержант Сэмюэл Келли из 9-го батальона Королевских Иннискиллингских фузилёров (входящей в состав 109-й смешанной бригады), носил свой ольстерский кушак, в то время как другие носили оранжевые ленточки.» Когда некоторые из его людей дрогнули, один командир роты с Западного Белфаста, майор Джордж Гаффикин, снял свой оранжевый кушак поднял его высоко, чтобы его люди могли видеть, и прогремел традиционный боевой клич со времён битвы при Бойне: «Давайте, парни! Не сдаваться!» (англ. "Come on, boys! No surrender!") 1 июля, после предварительной артподготовки, ольстерцы быстро заняли германскую линию фронта, но разведка была настолько слабой, что остальная часть дивизии атаковала под ползучим обстрелом (артиллерия стреляла спереди или над людьми; они продвигаются по мере движения) ольстерцы подверглись бы атаке в результате собственной бомбардировки немецкой первой линии.
Но солдаты все ещё продвигались, продвигаясь к гребню так быстро, что немцы не успевали выбраться из своих блиндажей (обычно на глубине 30-40 футов под землей). В Швабском редуте, который также был взят, наступление было настолько успешным, что к 10:00 некоторые солдаты уже достигли второй германской линии обороны. Но солдаты снова попали под артобстрел собственной артиллерии, который закончился не раньше 10:10. Однако от этого успешного наступления пришлось отказаться до наступления темноты, поскольку наступление не имело равные участки занятых позиций среди тех, кто находился на других флангах наступления. Ольстерцы были выставлены на узком выступе, открытом для атаки с трёх направлений. У них заканчивались боеприпасы и припасы продовольствия, и полная немецкая контратака в 22:00 вынудила солдат Ольстерской дивизии отступить, оставив практически все позиции, что удалось занять в результате наступления. В результате наступления, Дивизия потеряла около 5,500 тыс. человек из которых 2,069 тыс. человек были убиты. Мемориальная Ольстерская башня Тьепваля увековечивает память англо-французского наступления 1916 года на Сомме и людей, погибших там, в том числе и солдат из 36-й Ольстерской дивизии. Это самый большой британский военный памятник погибшим и пропавшим без вести на Западном фронте, как по физическим размерам, так и по количеству памятников (которых более 73,000 тыс.). Мемориал был построен в конце 1920-х — начале 1930-х годов.
За всё время битвы на Сомме, 36-я пехотная дивизия была единственным подразделением из всего 10-го армейского корпуса, которая достигла своих целей в день открытия битвы. Но данные успехи дались дивизии дорогой ценой: за два дня боев дивизия потеряла убитыми, ранеными или пропавшими без вести около 5,500 тыс. офицеров и рядовых солдат. Английский военный корреспондент Филип Гиббс сказал о дивизии следующие слова: «Их атака была одним из лучших проявлений человеческого мужества в мире». В период боёв на Сомме, девять военнослужащих британских войск были награждены Крестом Виктории, в том числе четыре креста были вручены солдатам 36-й дивизии за особые заслуги на войне. В прессе цитировались слова капитана Уилфреда Спендера из штаба Ольстерской дивизии после битвы на Сомме:

Ольстерская дивизия потеряла более половины личного состава которые атаковали и поступили так, чтобы принести себя в жертву Империи, которая не слишком хорошо с ними обращалась. Их преданность, которая, несомненно помогла продвижению в других направлениях, заслужила благодарность Британской империи. Память об этих храбрых парнях заслуживает справедливого отношения к их любимой провинции.Оригинальный текст (англ.)The Ulster Division has lost more than half the men who attacked and, in doing so, has sacrificed itself for the Empire which has treated them none too well. Their devotion, which no doubt has helped the advance elsewhere, deserved the gratitude of the British Empire. It is due to the memory of these brave fellows that their beloved Province shall be fairly treated. — 
.
36-я Ольстерская дивизия принимала активное участие в боях у Шпанбрукмолена в первый день битвы при Мессине (7-14 июня 1917 г.) в составе 9-го армейского корпуса который был развернут под командованием генерал-лейтенанта Александра Гамильтона-Гордона, атака в направлении Вичете была проведена совместно с 16-й Ирландской дивизией, а позднее и в битве при Пашендейле (31 июля-10 ноября 1917 г.). С 20 ноября 1917 года дивизия переведена в оперативное подчинение в составе 4-го армейского корпуса под командованием генерала Вулкомба в битве при Камбре. Прямая атака на Камбре велась через лес Булон, и поддерживалась с правого фланга 51-й пехотной дивизией под командованием генерал-лейтенанта Джорджа Монтегю Харпера. Многие из солдат и офицеров дивизии были похоронены на британском кладбище Шпанбрукмолена и на кладбище Комиссии по военным захоронениям Содружества Лоун-Три находящейся на Мессинском хребте.
Во время наступления германцев в рамках битвы при Сен-Кантене в марте 1918 года, 36-я дивизия входила в состав 18-го армейского корпуса под командованием генерала Фредерика Айвора Макса и действовала в районе к юго-западу от Сен-Кантена, и затем была отброшена германским контрнаступлением к Розьеру (26-27 марта). Впоследствии, на этом участке произошла битва при Розьере. Затем последовало участие дивизии во Второй битве при Мессине (10-11 апреля 1918 г.). Далее, участие дивизии в битве при Байёлье (13-15 апреля 1918 г.). В апреле 1918 года подразделения дивизии сражались близ города Байёльа во время битвы на Лисе (9-29 апреля 1918 г.). Участие в двух сражениях при Кеммельберге: первое сражение произошло 17-19 апреля, а второе сражение произошло 25-26 апреля. С 6 мая 1918 года третьим командиром дивизии становится генерал-майор Клиффорд Коффин, который оставался командиром до самого расформирования дивизии. В сентябре 1918 года дивизия находилась в районе восточнее Ипра и продвигалась к Кортрейку. А в октябре дивизия принимала участие в наступательной битве при Куртре (14-19 октября 1918). В конце войны 11 ноября 1918 года дивизия находилась в районе Мускрона, к северо-востоку от Туркуэна. Дивизия была расформирована в январе 1919 года. После войны король Георг V отдал дань уважения 36-й Ольстерской дивизии, сказав:

Я вспоминаю действия 36-й Ольстерской дивизии, которые более чем оправдали высокое мнение, сформированное мною при инспекции этих войск накануне их ухода на фронт. За долгие годы борьбы, которая теперь так блестяще закончилась, жители Ольстера доказали, насколько благородно они сражаются и умирают....Оригинальный текст (англ.)I recall the deeds of the 36th (Ulster) Division, which have more than fulfilled the high opinion formed by me on inspecting that force on the eve of its departure for the front. Throughout the long years of struggle, which now so gloriously ended, the men of Ulster have proved how nobly they fight and die.... — 
.
За время всей Первой мировой войны девять военнослужащих 36-й дивизии были награждены Крестом Виктории:
- капитан Эрик Норман Франкленд Белл, командир окопной миномётной батареи 9-го батальона Королевских Иннискиллингских фузилёров. Погиб 1 июля 1916 г., во время битвы на Сомме в возрасте 20 лет;
- рядовой-стрелок Уильям Фредерик Макфадзин, солдат 14-го батальона Королевских Ольстерских стрелков. Погиб 1 июля 1916 г., во время битвы на Сомме в возрасте 20 лет;
- рядовой-стрелок Роберт Куигг, солдат 12-го батальона Королевских Ольстерских стрелков. Награждён 1 июля 1916 года за спасение раненых из нейтральной зоны во время битвы на Сомме в возрасте 31 года. Также награждён орденом Святого Георгия 4-й степени — высшей награды Российской Империи;
- лейтенант Джеффри Шиллингтон Катер, командир взвода 9-го батальона Королевских Ирландских фузилёров. Погиб 2 июля 1916 г., во время битвы на Сомме в возрасте 25 лет;
- 2-й лейтенант Джеймс Сэмюэл Эмерсон, командир взвода 9-го батальона Королевских Иннискиллингских фузилёров. Погиб 6 декабря 1917 г., во время боёв к северу от Ла-Вакри (Франция), в возрасте 22 лет;
- 2-й лейтенант Эдмунд Де Винд, командир взвода 15-го батальона Королевских Ольстерских стрелков. Погиб 21 марта 1918 г., во время Второй битвы на Сомме, в возрасте 34 лет;
- рядовой-стрелок Сесил Леонард Кнокс (англ. Cecil Leonard Knox), солдат 150-й полевой роты Королевских инженеров. Награждён 22 марта 1918 г., в районе Тюньи-э-Пон (Эна, Франция);
- младший капрал Эрнест Симэн, солдат 2-го батальона Королевских Иннискиллингских фузилёров. Погиб 29 сентября 1918 г., во время боёв в районе деревни Терханд примерно в 12 км к востоку от Ипра (Бельгия), в возрасте 25 лет. Также был награждён Воинской медалью;
- рядовой-фузилёр Норман Харви, солдат 1-го батальона Королевских Иннискиллингских фузилёров. Награждён за участие в боевых действиях 25 октября 1918 г., во время боёв районе г. Ингойгем (Бельгия) в возрасте 19 лет.

#### 16-я Ирландская дивизия

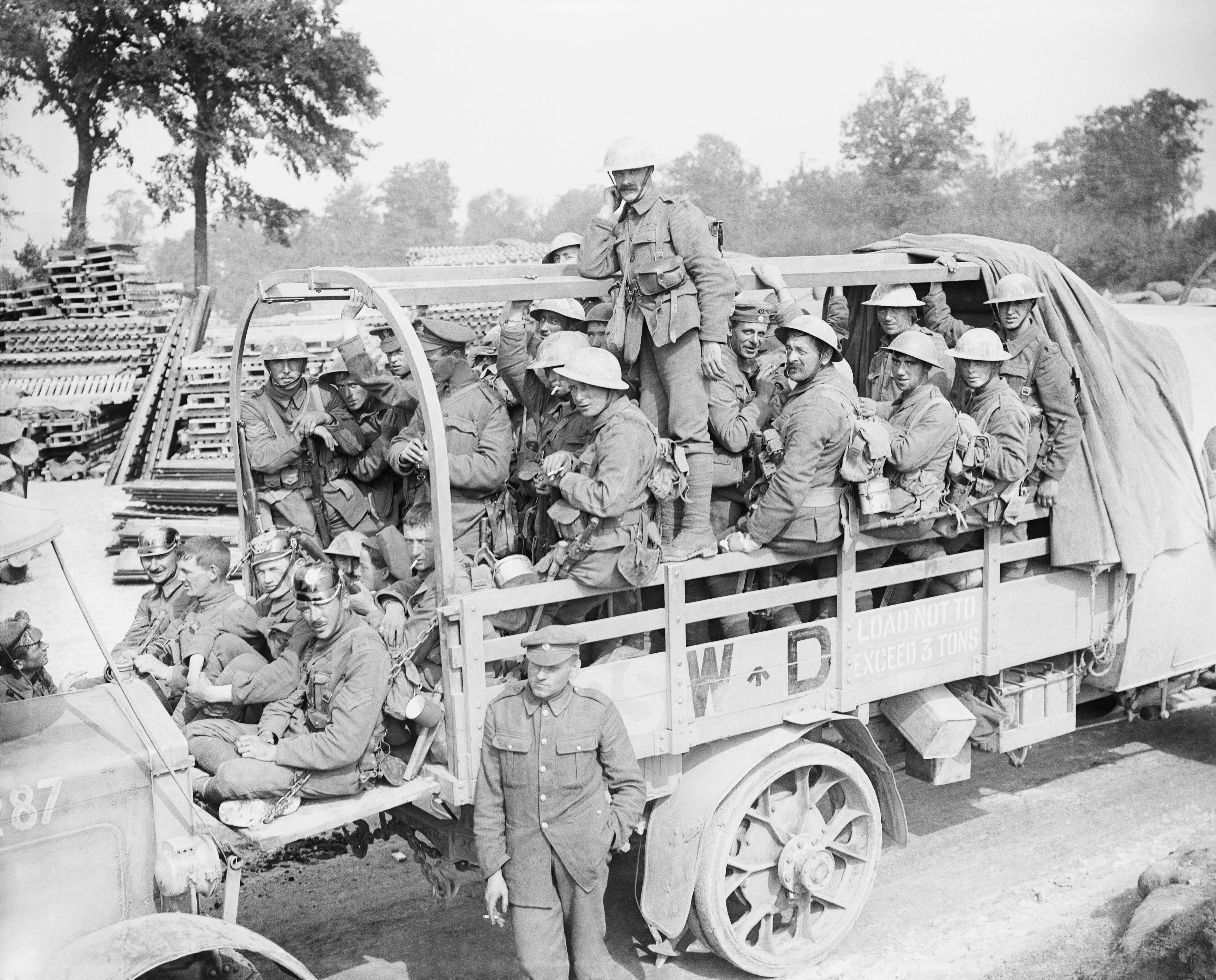
Бойцы 16-й Ирландской дивизии (возможно, 47-й бригады) на грузовике возвращаются на отдых после взятия Гиймона 3 сентября 1916 года. Они проезжают «Минден Пост» на дороге Фрикур-Марикур, к западу или юго-западу от Карну. Обратите внимание на некоторых солдат в трофейных германских пикельхельмах и фельдмутцах. У двух солдат четко видны фуражки 18-го Королевского ирландского пехотного полка.

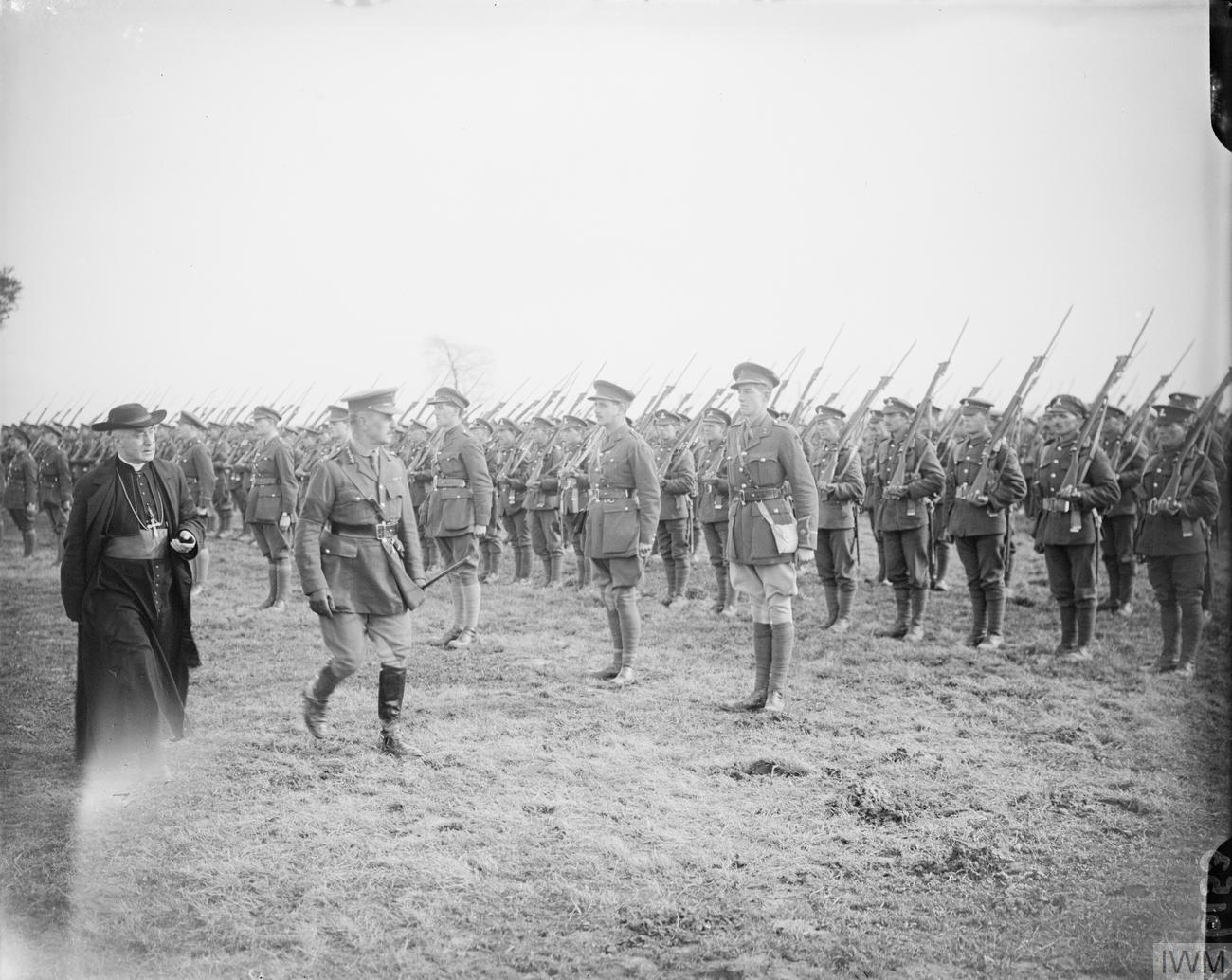
Кардинал Фрэнсис Борн глава католической церкви в Англии и Уэльсе, и генерал-майор Уильям Хики командир 16-й Ирландской дивизии, инспектируют войска 8/9-го пехотного батальона Ирландского пехотного полка Королевских Дублинских фузилёров в Эрвиллерс, 27 октября 1917 г.

16-я Ирландская пехотная дивизия  (англ. The 16th Irish infantry division) — была добровольческой пехотной дивизией Британской армии, входившей в состав Новой армии графа Герберта Китченера, сформированной в Ирландии в сентябре 1914 года, на основе организации «Национальные добровольцы» (англ. The National Volunteers (NV)). Движимый судьбой Бельгии, маленькой католической страны, барристер Джон Эдвард Редмонд призвал ирландцев выступить «в защиту высших принципов религии, морали и права». Среди которых было больше всего ирландцев-католиков, нежели чем протестантов. 16-я Ирландская пехотная дивизия начала формироваться как часть Группы армий К2 (англ. The K2 Army Group) в сентябре 1914 года после того, как ирландские рекруты из Англии и Белфаста в первые дни войны впервые пополнили личный состав 10-й Ирландской пехотной дивизии, а затем были переведены в структуру 16-й Ирландской дивизии, сформировав свой собственный костяк дивизии на базе «Национальных добровольцев». Начальный курс боевой подготовки добровольцев происходил в небольшом южно-ирландском городке Фермой (графство Корк, провинция Манстер), другая часть добровольцев проходила курс боевой подготовки в окрестностях деревушки Баттевэнт. В сентябре 1915 года дивизия была переброшена в район английского города Олдершот (графство Гэмпшир, регион Юго-Восточная Англия), для более интенсивных тренировок и боевой подготовки. Через тринадцать недель, в декабре 1915 года дивизия была переброшена в район французского городка Этапль (департамент Па-де-Кале, регион О-де-Франс (Верхняя Франция)) тем самым присоединившись к Британским экспедиционным силам (англ. The British Expeditionary Force (BEF)) которым тогда командовал фельдмаршал граф Джон Дентон Френч, но позже он был заменён генералом графом Дугласом Хейгом. 18 декабря 1915 года дивизия под командованием ирландского генерал-майора сэра Уильяма Бернарда Хики вышла на участок фронта на выступе Лоос, и провела всю войну в боевых действиях на Западном фронте. В составе дивизии находились следующие подразделения: 47-я «Националистическая» пехотная бригада (включала в себя 9 пехотных батальонов, бригадную пулемётную роту и окопную миномётную батарею; 47-я бригада была известна как «Националистическая бригада», поскольку подавляющее число добровольцев составляли люди из редмондского отделения организации Ирландских добровольцев.), 48-я пехотная бригада (включала в себя 11 пехотных батальонов, бригадную пулемётную роту и окопную миномётную батарею), 49-я «Восточная» пехотная бригада (включал в себя 9 пехотных батальонов, бригадную пулемётную роту и окопную миномётную батарею), Королевский полк артиллерии (включал в себя 7 Королевских полевых артиллерийских батарей, Дивизионную колонну боеприпасов Королевских полевых артиллеристов, Тяжёлую батарею Королевской гарнизонной артиллерии, Батареи для средних траншейных миномётов X.16, Y.16 и Z.16 и Батареи для тяжёлых траншейных миномётов V.16), Корпус королевских инженеров (включал в себя 6 полевых рот и Дивизионную сигнальную роту), Медицинский корпус Королевской армии (включал в себя 6 рот полевой скорой помощи и Отдельную санитарную роту) и отдельные дивизионные подразделения (пехотный батальон, пулемётный батальон, окопный батальон, отдельную пулемётную роту, 2 дивизионные конные роты, 4 роты Корпуса службы королевской армии, дивизионную трудовую роту и мобильную ветеринарную роту).
До марта 1916 года, 16-я дивизия входила в состав 4-го армейского корпуса которым командовал стойкий профсоюзный деятель генерал-лейтенант, сэр и баронет Генри Хьюз Уилсон. Уилсон, который называл подразделения дивизии «домашними животными Джонни Редмонда», устраивая осмотр войск в течение нескольких дней в период Рождества 1915 года, отмечая что они «кажутся хуже» и что «по крайней мере 50 % солдат совершенно бесполезны, старые пропитанные виски милиционеры». Хики согласился, что у него есть «политическая группа редмондцев». Уилсон считал, что личный состав 47-й бригады «это старые офицеры, старые и бесполезные люди, очень плохая огневая подготовка, гнилые ботинки и в целом очень плохое зрелище» (англ. the old officers, old & useless men, very bad musketry, rotten boots, and altogether a very poor show). 6 января 1916 года, Уилсон доложил командующему армией генерал-лейтенанту сэру Чарльзу Кармайклу Монро о том что дивизия несмотря на то, что в период с сентября по октябрь 1914 г. участвовала в полномасштабных учениях, не годится для ведения боевых действий на линии фронта в течение шести недель. И хотя, по мнению биографа Уилсона, Кейта Джеффри, политические предрассудки сыграли свою роль в этих взглядах, Уилсон также объяснил большую разницу в качестве подготовки между своими дивизиями, особенно среди офицеров, в котором он проявил большой личный интерес, противодействуя желанию Хейга делегировать обучение с уровня корпуса на уровень дивизии. Хики был публичным, и гораздо более дипломатичен и тактичен, а также говорил о гордости, которую дало ему его новое командование.

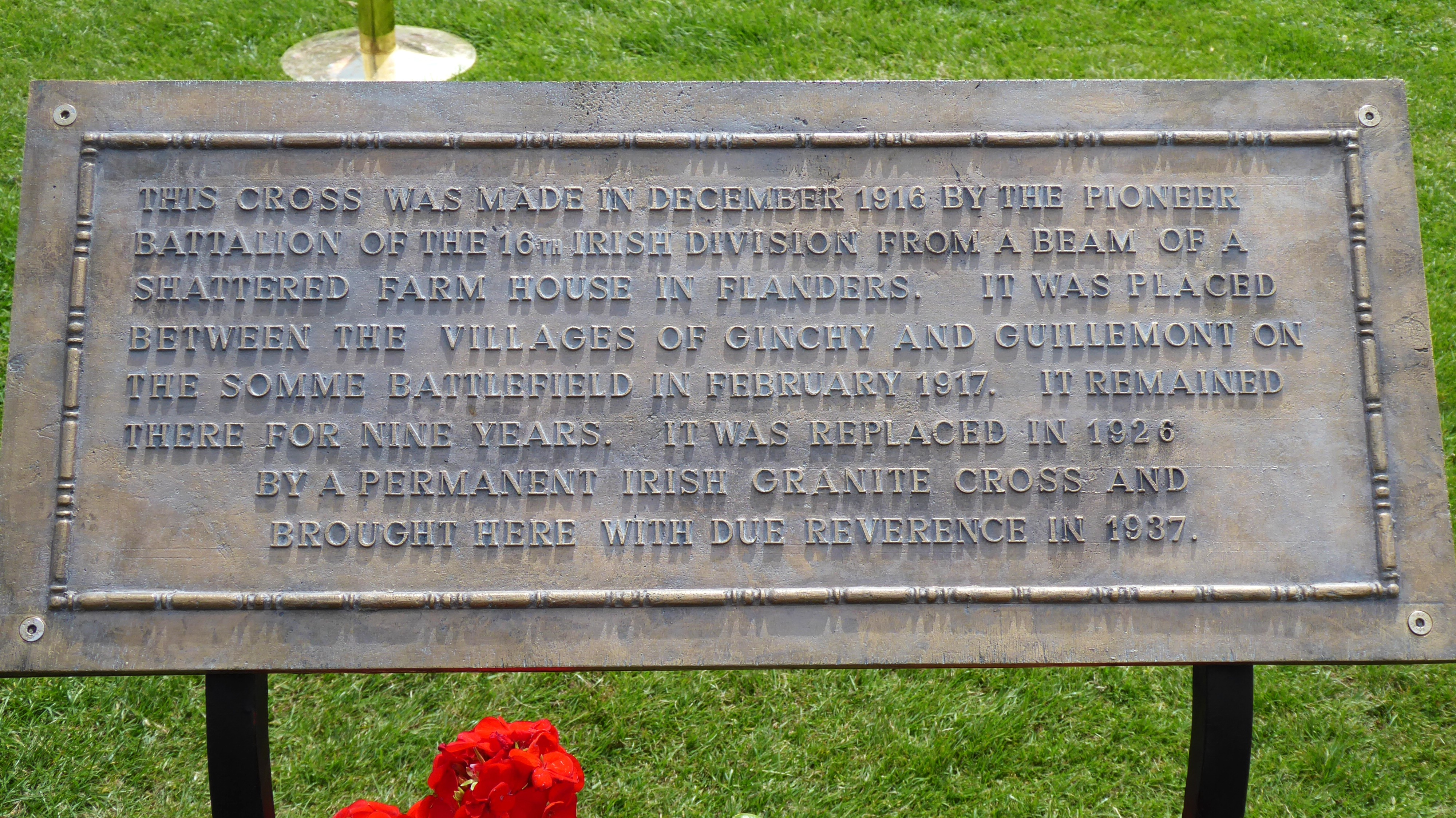
Мемориальная доска в память о кресте Соммы, посвящённая 16-й Ирландской дивизии.

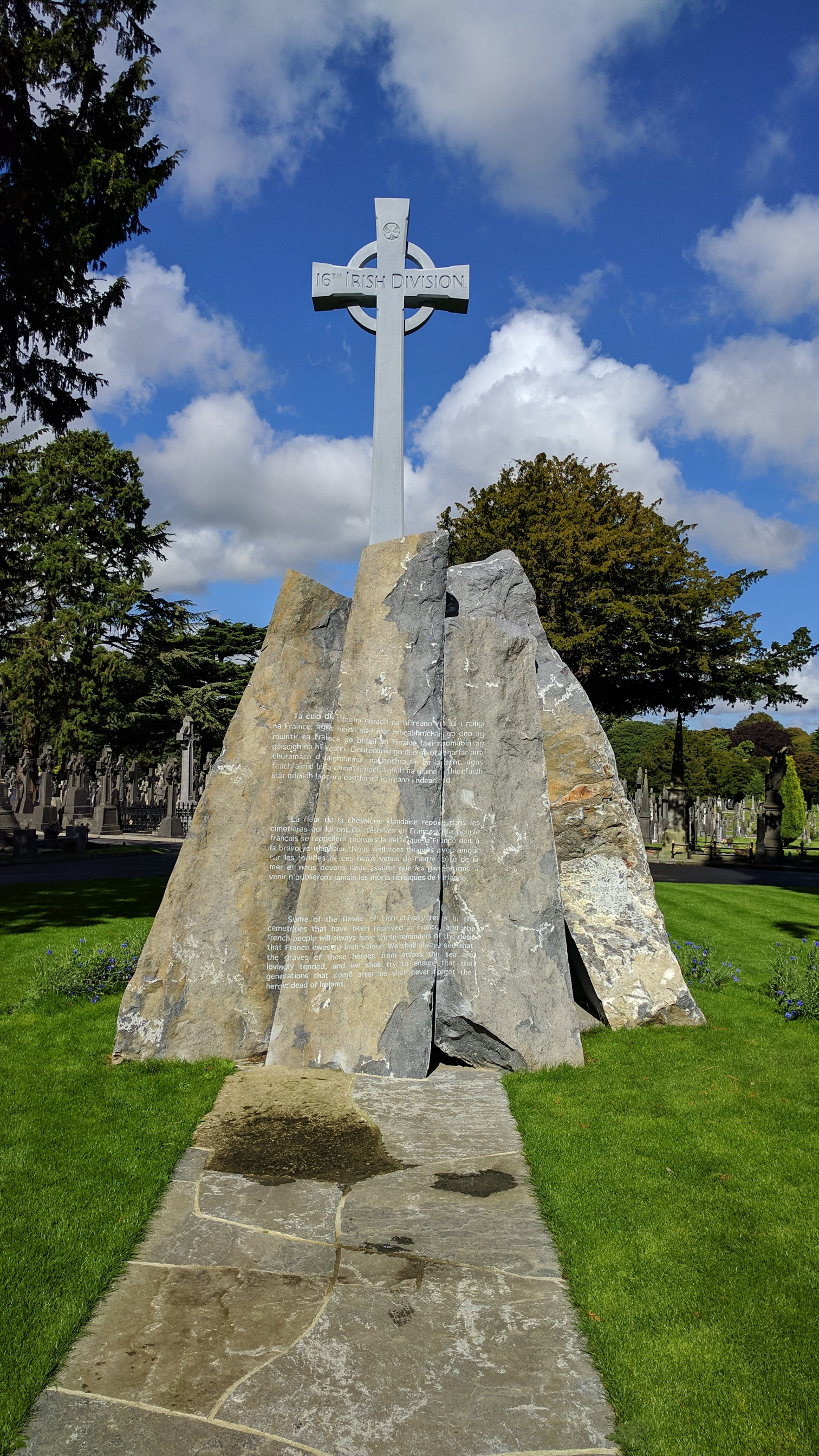
Мемориал посвящённый 16-й Ирландской дивизии на Гласневинском кладбище расположенном в северном районе Дублина, 2016 г.

Будучи в резерве под Лосом в январе и феврале 1916 года, дивизия выступает на передовую и становится участником позиционной войны и сильно страдает во время газовой атаки при Юллюше (27-29 апреля). Личный состав дивизии совершал атаки на германские окопы на протяжении всего мая и июня. В конце июля дивизия была переброшена в долину реки Соммы, где она активно участвовала в битве на Сомме (1 июля-3 сентября). Генерал-лейтенант Хьюберт де ла Поэр-Гоф, командующий 5-й Британской армией, в конце 1915 г. попросил передать дивизию под его командование и основал первую корпусную школу для подготовки молодых офицеров. 16-я дивизия сыграла важную роль в захвате городов в результате битвы за Гиймон (3-6 сентября) и битвы за Женши (9-14 сентября), при этом понеся огромные потери. В ходе этих успешных действий с 1 по 10 сентября потери дивизии составили 224 офицера и 4,090 солдат; несмотря на очень тяжёлые потери, дивизия приобрела репутацию первоклассных ударных войск. В период с января по конец мая 1916 года, из 10,845 тыс. офицеров и солдат личного состава, дивизия потеряла 3,491 тыс. человек убитыми в секторе Лос, включая тяжёлые потери в результате бомбардировок и апрельской газовой атаки в Юллюше. Исполнение этого самоубийственного приказа было слишком фатальным и кровавым для личного состава дивизии, поскольку приказ должен был быть восполнен за счет добровольцев из Англии. В начале 1917 года дивизия совместно с 36-й Ольстерской дивизией приняла активное участие в битве при Мессине (7-14 июня), что повысило признание и увеличило репутацию дивизии в глазах всего армейского командования. Их основные действия закончились летом 1917 года в битве при Пашендейле (31 июля-10 августа) после того, как дивизия снова перешла под командование генерала Поэр-Гофа и вошла в состав 5-й Британской армии. В августе 1917 года, во время Третьей битвы при Ипре (10 августа-10 ноября), хотя обе дивизии были полностью истощены после 13 дней перемещения тяжёлой техники под сильным обстрелом, Поэр-Гоф приказал батальонам продвигаться по глубокой грязи к хорошо укрепленным германским позициям, оставшимся нетронутыми из-за совершенно недостаточной артиллерийской подготовки. К середине августа 16-я дивизия потеряла более 4,200 тыс. офицеров и солдат личного состава, в то время как 36-я дивизия — почти 3,600 тыс. офицеров и солдат личного состава, или более 50 % от их числа. Генерал Хейг был повышен в звании до фельдмаршала, и очень критически относился к Поэр-Гофу за «разыгрывание ирландской карты».

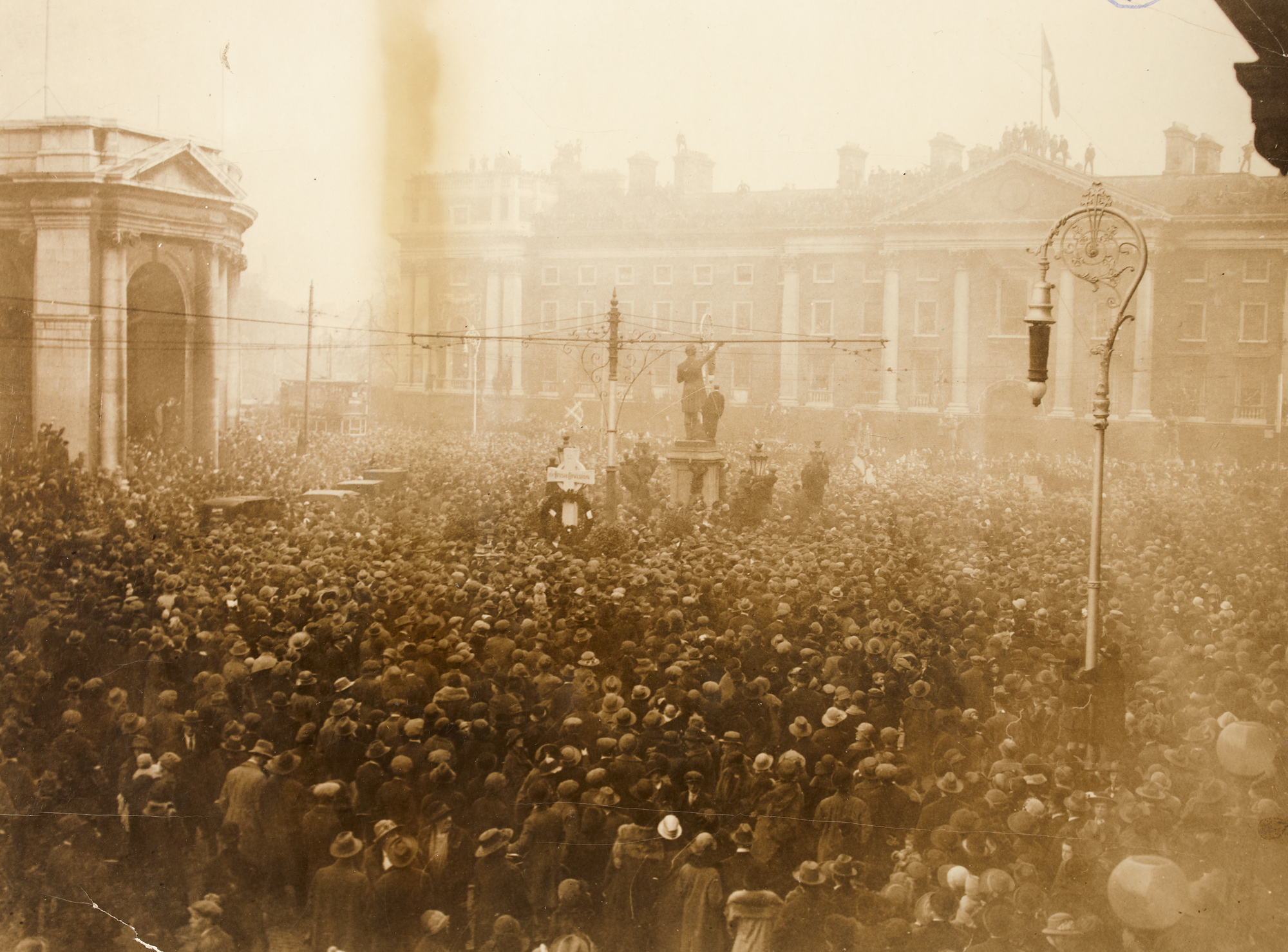
Толпа собралась в Колледж-грине на открытии Кельтского креста памяти о 16-й Ирландской дивизии, в День перемирия 1924 года.

В феврале 1918 года, новым командиром дивизии становится генерал-майор сэр Арчибальд Бьюкенен Ричи. C начала 1918 года, 16-я дивизия занимала открытую позицию у Ронссуа, где она понесла наиболее тяжёлые потери во время мартовского весеннего наступления Германской армии (21 марта-18 июля) и была практически уничтожена при отступлении после операции «Михаэль» (21 марта—5 апреля). Фельдмаршал Хейг оставил заметку в своём дневнике (от 22 марта 1918 г.), что дивизия «не была так полна решимости биться до конца, как другие подразделения. И фактически, некоторые ирландские подразделения действовали очень плохо и сразу же уступили свои позиции врагу» (англ. the said not to be so full of fight as the others. In fact, certain Irish units did very badly and gave way immediately the enemy showed). Фактически, потери дивизии были самыми высокими среди всех дивизий Британских экспедиционных сил, и в то же время, отчеты о действиях 18-й пехотной дивизии и 50-й резервной пехотной дивизии Германской армии показывают, что 16-я Ирландская дивизия до конца упорно сражалась. Командир корпуса генерал-лейтенант Уолтер Норрис Конгрив в своём дневнике писал: «Настоящая правда заключается в том, что их резервная бригада вообще не воевала, а бригада на правом фланге действовала очень равнодушно» (англ. the real truth is that their reserve brigade did not fight at all and their right brigade very indifferently). Один батальон в тылу встретили криками: «Проваливайте, Шинн Файны!» (англ. There go, the Sinn Feiners!). В отчете фельдмаршала сэра Генри Уилсона, на тот момент начальник Имперского Генерального штаба (CIGS), содержится вывод об отсутствии свидетельств того, что солдаты 16-й Ирландской дивизии плохо сражались, но указано, что только 2/3 солдат были ирландского происхождения. Дело повлияло на дебаты по поводу введения воинской повинности в Ирландии.
Остатки дивизии позже были переданы в состав 19-го армейского корпуса 3-й Британской полевой армии. Подразделения 16-й дивизии значительно помогли окончательно остановить германскую атаку во время битвы при Гамеле (4-7 июля). Затем было принято решение о расформировании дивизии, а три оставшихся из уцелевших пехотных батальона 16-й дивизии были переведены в другие соединения. 14 июня 1918 года дивизия вернулась в Англию для реорганизации и формирования новых подразделений. Кризис призыва 1918 года в Ирландии означал, что можно было набрать меньше ирландских новобранцев, так что 16-я дивизия, вернувшаяся во Францию 27 июля, имела в своём личном составе только пять Английских батальонов, два Шотландских батальона и один Валлийский батальон. Единственным оставшимся батальоном из 1-го формирования дивизии, был 5-й пехотный батальон Королевского Ирландского полка фузилёров. Рассредоточение ирландских батальонов по всем подразделениям Британских экспедиционных сил в 1918 году, несмотря на практические соображения командования, по всей видимости, существуют свидетельства о том, что ирландские подразделения вызывали всё большее недоверие со стороны военных властей.

#### 10-я Ирландская дивизия
10-я Ирландская пехотная дивизия  (англ. The 10th Irish infantry division) — была добровольческой пехотной дивизией Британской армии, а также дивизия была одной из первых дивизий Группы армий K1 (англ. The K1 Army Group) входившей в состав Новой армии графа Герберта Китченера (сформированной из «первых ста тысяч» новых добровольцев Китченера), утвержденной 21 августа 1914 года, после начала Первой мировой войны. В неё входили батальоны из различных провинций Ирландии. С самого начала формирования и до ноября 1915 года командиром дивизии был ирландский генерал Брайан Махон, и она сражалась на разных фронтах: Галлиполи, Салониках и Палестине. Это была первая из ирландских дивизий, которая участвовала в боевых действиях, и была самой большой по численности из всех ирландских формирований. Дивизия служила формированием Британской армии Соединённого Королевства во время Первой мировой войны. В составе дивизии находились следующие подразделения: 29-я пехотная бригада (включала в себя 9 пехотных батальонов, бригадную пулемётную роту и окопную миномётную батарею), 30-я пехотная бригада (включал в себя 7 пехотных батальонов, бригадную пулемётную роту и окопную миномётную батарею, а также 2 пехотных полка из числа Индийских добровольцев), 31-я пехотная бригада (включал в себя 9 пехотных батальонов, бригадную пулемётную роту и окопную миномётную батарею, а также пехотный полк из числа Индийских добровольцев), Королевский полк артиллерии (включал в себя 8 Королевских полевых артиллерийских бригад, 4 Королевских полевых артиллерийских батарей, Дивизионную колонну боеприпасов Королевских полевых артиллеристов), Корпус королевских инженеров (включал в себя 3 полевых рот, Дивизионную сигнальную роту и Отдельную сапёрно-минёрную роту), Медицинский корпус Королевской армии (включала в себя 3 роты полевой скорой помощи, 3 роты полевых машин скорой помощи и 2 Отдельные санитарные больницы) и отдельные дивизионные подразделения (включает в себя Отдельный пехотный батальон Королевского Ирландского полка, Отдельный пехотный батальон 155-го Индийского инженерного полка, Дивизионную траншейную миномётную батарею, Дивизионные конные войска, Дивизионный Железнодорожный армейский сервисный корпус, Передвижную Ветеринарную больницу Армейского Ветеринарного корпуса и Дивизионную трудовую роту).
Сформированная в Ирландии 21 августа 1914 года, 10-я пехотная дивизия была отправлена в Галлиполи, где в составе 9-го армейского корпуса Генерал-лейтенанта сэра Фредерика Уильяма Стопфорда, где 7 августа 1915 года участвовала в своей первой боевой операции — в высадке в бухте залива Сувла и августовском наступлении. Некоторые батальоны дивизии были высажены в Анзаке и сражались в Чунук-Баире. В сентябре 1915 года, когда фронт на участке Сувлы зашёл в тупик, дивизия была переброшена в Салоники, где оставалась в течение двух лет и участвовала в битве при Костурино. Дивизия передислоцировалась в Египет в сентябре 1917 года, где присоединилась к 20-му армейскому корпусу генерала Филиппа Уолхауса Четвуда. Дивизия участвовала в Третьей битве за Газу, в ходе которой удалось сломить сопротивление турецких защитников на юге Палестины.

### Протестантская группа действий
Протестантская группа действий или Лоялистская группа действий (англ. The Protestant Action Group (PAG) or The Loyalist Action Group (LAG)) — была тайной юнионистской военизированной протестантской группой, действовавшей в графстве Корк (провинция Манстер, Южная Ирландия) во время Ирландской войны за независимость. Была основана в начале 1920 года. Группа состояла из местных протестантских юнионистов, выступавших против ирландского республиканизма. Группа помогла Британским войскам, собирая развед.данные об Ирландской республиканской армии (ИРА) и местных республиканцах. Также утверждается, что он был причастен к убийству нескольких республиканцев, в первую очередь братьев Коффи, которые были застрелены в своём доме в Эннискине в феврале 1921 года. В том же году ИРА обнаружила документы разведки, принадлежащие Британской Вспомогательной дивизии в Данмануи, который явно подтверждал существование группы и содержала список имён всех информаторов. Это привело к тому, что британское правительство предоставило многим информаторам безопасный проход и убежище в Англии. Во время конфликта местная бригада ИРА казнила 15 информаторов, шестеро из которых были протестантами. В апреле 1922 года, после вступления в силу перемирия, члены ИРА расстреляли 13 протестантов в районе Данмануи. Утверждалось, что они все были членами группы действий, но это оспаривается. Также сообщалось, что эта группа была связана с Лигой противников Шинн Фейн (англ. The Anti-Sinn Féin League) и Оранжевым орденом. Предположительно, группа исчезла в ноябре 1922 года.

### Ольстерская имперская гвардия
Ольстерская имперская гвардия (англ. The Ulster Imperial Guards (UIG)) — была недолговечной лоялистской протестантской военизированной группировкой, организованной в Белфасте в ноябре 1921 года для предотвращения включения Северной Ирландии в независимое Ирландское свободное государство. По сообщениям газет, группировка состояла в основном из демобилизованных и бывших военнослужащих, из которых 21,000 тыс. человек были набраны в 10 батальонов. Под руководством Роберта Бойда и Уильяма Джона Твадделла, Ольстерская имперская гвардия превосходила численностью попытки возродить Ольстерские добровольческие силы (UVF) и держала арсенал бывших орудий UVF на Тамар-стрит в Восточном Белфасте. Кончина организации в 1922 году могла быть связана с комбинацией договоренностей о разделе в англо-ирландском договоре, убийством Твадделла и вербовкой некоторых её членов в состав Специальных полицейских сил.

### Ольстерская протестантская ассоциация
Ольстерская протестантская ассоциация (англ. The Ulster Protestant Association (UPA)) — была лоялистской протестантской военизированной группировкой, организованной в Белфасте в августе 1920 года для предотвращения включения Северной Ирландии в независимое Ирландское свободное государство. В 1921 году сантехник и член группировки UPA Томас Пентланд был арестован за убийство католика по имени Муртаг Макстокер, предположительного члена ИРА, но вскоре был оправдан. Бойцы UPA также были тесно связаны с убийствами в 1922 году мирных католиков в Баллимакаррете. По некоторым данным, Джон Уильям Никсон предположительно также был тесно связан с UPA. В 1923 году в полицейском отчете описывалось, что в Ассоциации преобладает значительный «протестантский хулиганский элемент, [чьей] единственной целью было простое истребление католиков любыми средствами». Были совершены теракт с использованием взрывчатки против детей, против толпы людей покидающих Мессу, против толпы людей садящихся на переполненные поезда. Штаб-квартира группировки находилась в пабе Восточного Белфаста, а наверху стояла порка для наказания членов, нарушающих правила организации UPA. Многие члены организации UPA были завербованы в структуру Специальных полицейских сил, также печально известных как «спецназ Б». По некоторой информации, группировка распалась ещё в 1922 году, однако хардкорные акции продолжали совершаться, в том числе убийства нескольких католиков в середине 1930-х годов. Группировка UPA боролась плечом к плечу вместе с ИРА во время Беспорядков на открытом воздухе в 1932 году (англ. The Outdoor Relief riots of the 1932), по-очерёдно меняясь позициями, чтобы сбить с толку полицейских Королевской полиции Ольстера. Со времён середины 1930-х годов об группировке ничего больше не было известно.
Это имя также использовалось в качестве обложки альбома лоялистской музыкальной группой «Дух Драмкри» (англ. The «Spirit of Drumcree») в 1998 году.

## Военизированные организации

### Ольстерское протестантское действие

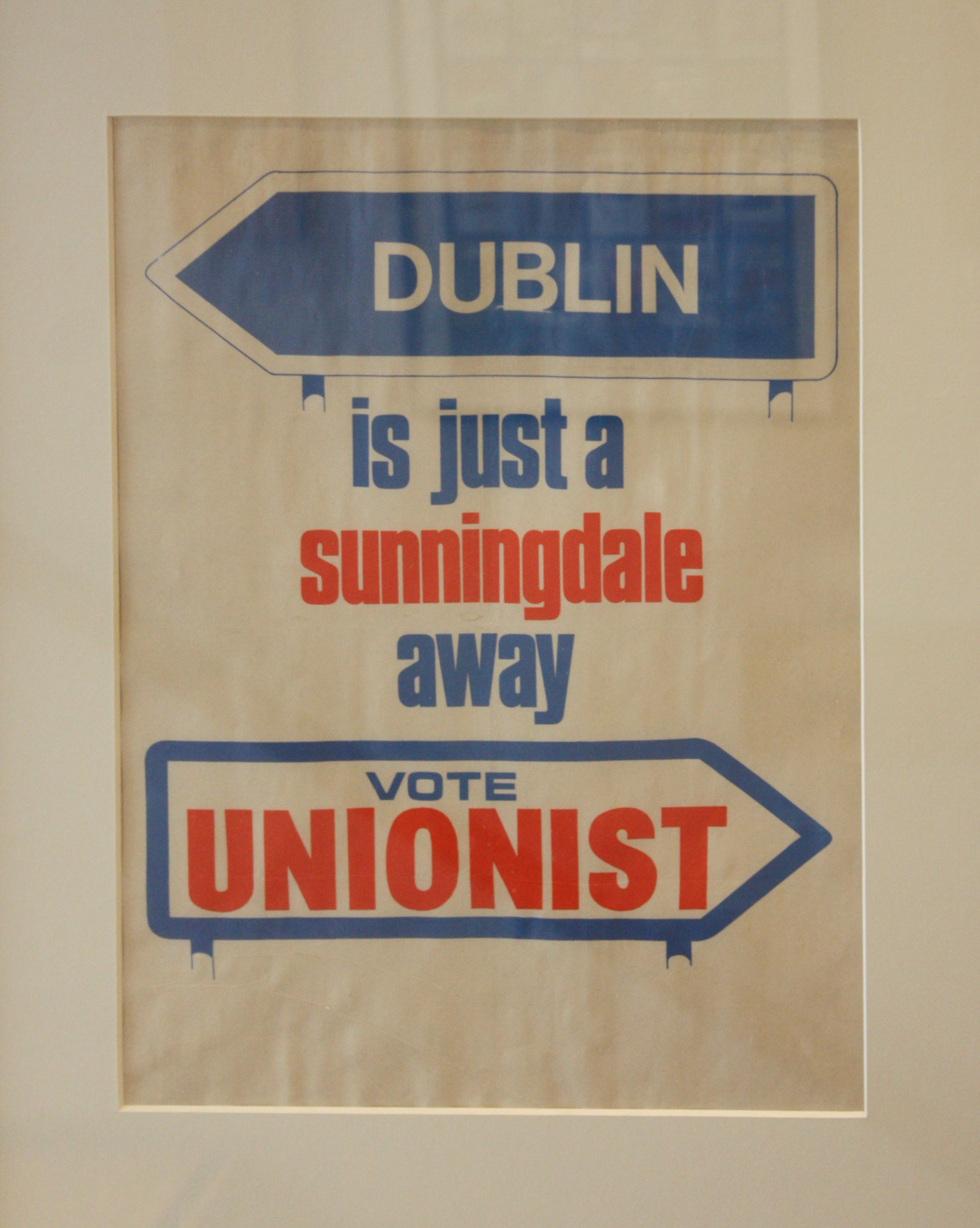
Плакат Ольстерской юнионистской партии от 1974 года. Выставка проблемных изображений, Библиотека Льняного зала, Белфаст, август 2010 года.

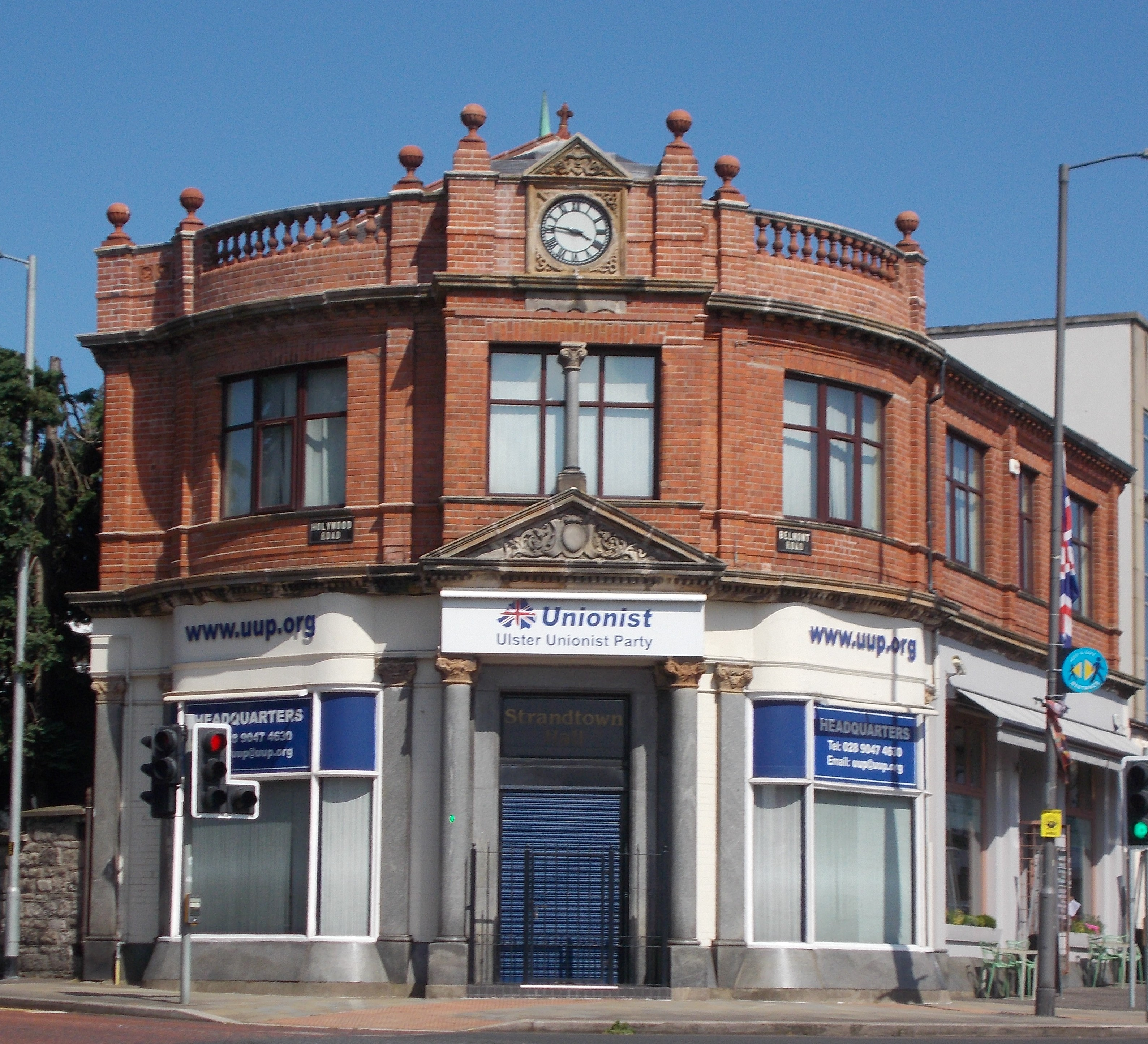
Штаб-квартира Ольстерской юнионистской партии, Стрэндтаун Холл, Белфаст

Ольстерское протестантское действие  (англ. The Ulster Protestant Action (UPA)) — была лоялистской ольстерской протестантской фундаменталистской политической партией и военизированной группировкой линчевателей из Северной Ирландии, которая была основана в 1956 году. Затем постепенно была преобразована в Протестантскую юнионистскую партию (PUP) в 1966 году.
Группировка была основана на специальном собрании в офисе Ольстерской юнионистской партии (UUP) на Гленгалл-стрит в Белфасте, в 1956 году. Среди активистов было много лоялистов, которые должны были стать крупными фигурами в 1960-х и 1970-х, таких как Иан Пейсли и Десмонд Боал. Член парламента от независимых профсоюзов Норман Портер также присутствовал, но не принимал дальнейшего участия в группировке. Заявленная цель собрания заключалась в организации защиты протестантских территорий Ольстера от ожидаемой агрессивной деятельности ИРА, основанной из старой Ольстерской протестантской ассоциации (англ. The Ulster Protestant Association (UPA)) сразу после раздела Ирландии в 1920 году. Новая организация решила назвать себя «Ольстерское протестантское действие», и первый год его существования группировка посвятила обсуждению патрулирования линчевателями, строительству уличных баррикад и составлению списков подозреваемых сотрудничавших с ИРА в Белфасте и его сельских районах. Первоначальный совет руководителей партии состоял из Джона Маккуэйда, Билли Спенса, Чарльза Маккалоу, Ричарда Фентона, Фрэнка Миллара, Сэмми Вернера, Герберта Дитти, Боба Ньюмана и Ноэля Доэрти, а сам Иан Пейсли был в качестве члена «вне офиса» (лат. ex officio). Несмотря на то, что угроза ИРА не материализовалась в Белфасте, и несмотря на то, что стало ясно, что деятельность ИРА во время Пограничной кампании (1956—1962) должна была быть ограничена приграничными районами, Ольстерское протестантское действие продолжало существовать. Под руководством организации были созданы филиалы на предприятиях и на рабочих местах, в том числе филиал Пейсли в районе Равенхилл на юге Белфаста, находившийся под его непосредственным контролем. Обеспокоенность партии все больше фокусировалась на защите «библейского протестантизма» и протестантских интересов в том, что касалось рабочих мест и жилья.
Хотя первоначально партия выступала против профессиональных политиков, в частности, запрещая им членство в группировке, когда бывший член Городского совета Белфаста и руководитель независимой евангельской миссии Альберт Дафф выступил против Брайана Мэджинесса в Айви на всеобщих выборах 1958 года в Северной Ирландии. Мэджинесс сочувствовал католикам, поскольку в 1952 году он запретил парад Оранжевого ордена, и Дафф смог получить 41,5 % голосов, хотя ему не удалось получить место. Дафф добился большего успеха в мае 1958 года, когда он вновь занял место в городском совете Белфаста, с Чарльзом Маккаллоу, также занявшим место в партии, в то время как в 1960 году Боал выиграл избирательный округ Белфаст-Шанкилл в Стормонте в качестве официального кандидата от партии юнионистов. Когда Пейсли стал доминировать в Ольстерском протестантском действии, он получил свои первые судимости за нарушения общественного порядка. Это произошло в июне 1959 года после митинга, на котором он выступал в районе Шенкилл-роуд в Белфасте произошёл крупный беспорядок. Его шаги по созданию протестантской юнионистской политической партии вызвали напряженность в группировке, и сторонники Пейсли сформировали свое собственное «премьерское» отделение, усилив свой контроль над группировкой. В 1960-х Пейсли и группировка вели кампанию против сближения премьер-министра Северной Ирландии Теренса О’Нила и его встреч с премьер-министром Ирландской Республикой Шоном Лемассом, ветераном Пасхального восстания 1916 года и Антидоговорной ИРА. Группировка выступила против усилий О’Нила по предоставлению гражданских прав католическому меньшинству в Северной Ирландии, особенно против предложенной отмены посягательств на местные избирательные участки по выборам в городские и уездные советы. В 1964 году требования организации заключалось в том, чтобы Королевская полиция Ольстера убрала Ирландский триколор из офиса Шинн Фейн в Белфасте, после выполнения этого требования, последствия привели к двухдневным беспорядкам. После этих протестов Дафф и Джеймс МакКэрролл были избраны в городской совет Белфаста от протестантской партии. В 1966 году группировка преобразовалась в Протестантскую юнионистскую партию.

### Ольстерские добровольческие силы

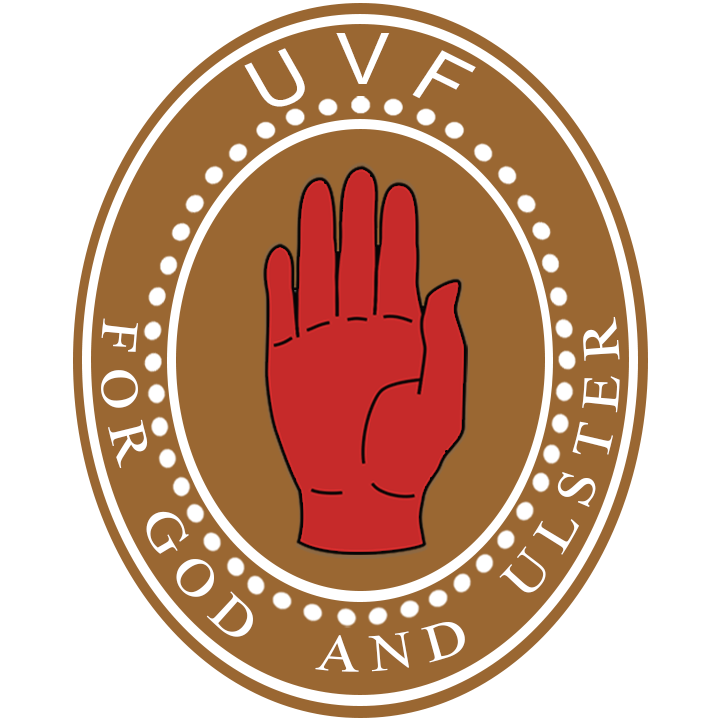
Эмблема Ольстерских добровольческих сил (UVF).

Флаг Ольстерских добровольческих сил (UVF) с Красной рукой Ольстера и девизом «За Бога и Ольстер» («For God and Ulster»).

Ольстерские добровольческие силы (англ. The Ulster Volunteer Force (UVF)) — военизированная протестантская группировка, основана 21 мая 1966 года. Признана террористической в Республике Ирландия, Соединённом Королевстве и Соединённых Штатах Америки.
Сразу после своего образования объявила войну ИРА, в июне 1966 года провела первую ликвидацию, убив католика-бармена. В результате первый лидер группировки, Августус «Густи» Спенс был арестован, и приговорён к пожизненному заключению (с рекомендацией досрочного освобождения не ранее, чем через 20 лет).
В 1969 году совершила серию терактов в ответ на деятельность «временной» ИРА, в том числе и против «укрывающих» боевиков ИРА гражданских лиц — католиков. В 1970 году атаки стали носить более случайный и смертельный характер. Так, боевики Сил Волонтёров Ольстера 4 декабря 1971 года взорвали бар МакГёрка в Белфасте, уничтожив 15 католиков. 17 мая 1974 года группировка совершила теракты в Дублине и в Монахане (Ирландия), что повлекло за собой 33 смерти. 31 июля 1975 года боевики ликвидировали трёх ирландцев, остановив их на фальшивом блокпосту якобы британской армии, который установили на границе Северной Ирландии и Республики Ирландия.
Группировка запрещена в июле 1966 года, однако в апреле 1974 года запрет был снят с целью вовлечь её в переговорный процесс. Было сформировано политическое крыло организации, Политическая Партия Волонтёров, которая участвовала в выборах в Белфасте в октябре 1974 года, набрав 2690 голосов (6 %).
В конце 1980-х организация инициировала серию терактов против террористов ИРА, политиков и членов их семей. 3 марта 1991 протестантские боевики ликвидировали членов ИРА Джона Квина, Дуэйна О’Доннела и Малкольма Ньюджента, а также гражданское лицо Томаса Армстронга. В ответ католики уничтожили нескольких лидеров UVF, включая Джона Бингэма, Тревора Кинга, Лесли Далласа и Роберта Сеймура. Всего ИРА уничтожила в ходе этой кампании 35 человек, в том числе 11 боевиков UVF. В 1994 обе группировки объявили перемирие.
Организация  виновна в гибели большего количества людей, чем другие протестантские террористические группировки:
- 350 гражданских лиц;
- 8 политиков, в основном членов Шинн Фейн (политическое крыло ИРА);
- 41 боевика протестантских террористических группировок (в том числе 29 членов самих же Сил Волонтёров Ольстера);
- 12 террористов ИРА.

### Ассоциация обороны Ольстера

Флаг Ассоциации обороны Ольстера с девизом «Quis separabit?», что означает «Кто разделит нас?» («Who will separate us?»)

Флаг «Борцов за свободу Ольстера» (The «Ulster Freedom Fighters» (UFF)) с девизом на латыни «Feriens tego», что означает «Поражая, я защищаю» («The Striking, I Defend.»).

Ассоциация обороны Ольстера (англ. The Ulster Defense Association (UDA)) — военизированная юнионистская группировка, провозглазившая своей целью защиту лоялистской общины от терроризма ИРА. Признана террористической организацией в Соединённом Королевстве и Республике Ирландия. Характеризуется сопротивлением объединению Ирландии двумя методами — либо признанием независимости Ольстера, либо сохранением членства в Соединённом Королевстве.
Военизированное крыло организации действует под названием «Борцы за свободу Ольстера» (англ. Ulster Freedom Fighters, UFF). Её террористическая деятельность включает атаки на гражданских лиц, и на «временную» ИРА, что трактуется организацией, как акты возмездия в ответ на республиканский терроризм в отношении протестантов Северной Ирландии.
В 1970-х годах выдвигала лозунг независимости Ольстера, затем отказалась от него.
Была образована 1971 году как зонтичная организация из различных групп бдительных, известных как оборонные ассоциации (англ. defence associations, другой вариант перевода — стрелковые ассоциации). На пике своей силы насчитывала до 40 тыс. чел. Долгое время была легальной организацией, запрещена 10 августа 1992 года.
Совершила ряд терактов, включая ликвидацию в 1973 году политика Социал-демократической рабочей партии Пэдди Вильсона. Рассматривается британским правительством, как «ИРА наоборот». По данным Университета Ольстера, организация ответственна за 112 убийств. 78 жертв были гражданскими лицами, преимущественно католиками, 29 — боевиками лоялистских организаций (в том числе 22 — боевиками самой же Ассоциации Обороны Ольстера), 3 — представителями сил безопасности, 2 — боевиками ирландских террористических группировок.

### Лоялистские добровольческие силы

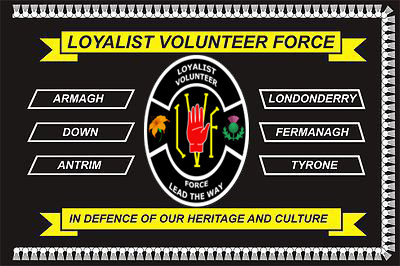
Флаг используемый Лоялистскими добровольческими силами.

Лоялистские добровольческие силы (англ. The Loyalist Volunteer Force (LVF)) — протестантская военизированная группировка, отколовшаяся от Ольстерских добровольческих сил (UVF, см. выше). Признана террористической организацией в Республике Ирландия и в Соединённом Королевстве.
Основатель организации — Билли Райт, несущий ответственность за смерти 30 католиков, возглавлял средне-ольстерскую бригаду UVF. В июле 1966 вспыхнули разногласия с руководством UVF из-за убийства католика Майкла МакГолдрика, несанкционированного командованием UVF. В результате бригада образовала отдельную организацию, нарушившую очередное перемирие.
Сам Билли Райт ликвидирован террористами Ирландской Народно-Освободительной Армии 27 декабря 1997.

### Ольстерские протестантские добровольцы
Ольстерские протестантские добровольцы  (англ. The Ulster Protestant Volunteers (UPV)) — была протестантской фундаменталистской христианской военизированной группировкой в Северной Ирландии. Они действовали между 1966 и 1969 годами и были тесно связаны с Ольстерским комитетом защиты конституции (UCDC) и Ольстерскими добровольческими силами (UVF), созданными Ианом Пейсли и Ноэлем Доэрти в 1966 году. Инаугурационная встреча организации состоялась в Ulster Hall Белфаста, который позже стал UCDC. Вскоре последовали их первые инциденты.
Весной 1966 года члены организации взорвали женскую начальную школу в Ардойне, где должны были состояться переговоры об улучшении отношений между протестантами и католиками. В мае того же года они впервые убили в Шанкилле, хотя и непреднамеренно. Жертвой стала 70-летняя Матильда Гулд, протестантка, которую добровольцы приняли за католичку, живущую по соседству. Вскоре после этого UVF и UPV приняли участие в убийстве двух католиков недалеко от места первого нападения. После судебного процесса 1967 года над лидером UVF Гасти Спенсом эти две группы были классифицированы как незаконные организации.

### Оранжевые волонтёры
Ора́нжевые волонтёры или Оранжевые добровольческие силы (оранжи́сты, англ. The Orange Volunteers (OV) or The Orange Volunteer Force (OVF)) — ольстерская милитаризированная протестантская группировка, лояльная Великобритании, действующая в Северной Ирландии. Атакуют католические церкви и бизнес. Одной из акций группировки стало синхронное нападение на 11 католических церквей, названных ими «бастионами Антихриста». В Европейском союзе и Великобритании признана террористической организацией. Возникла в 1998 году на основе Ольстерских добровольческих сил (Ulster Volunteer Force, UVF). В октябре 1999 ряд боевиков организации арестованы Королевской Полицией Ольстера. В 2000 группировка объявила перемирие, в 2001 вышла из него, однако до сих пор не проявляет активности. В неё вошли члены UVF-противники текущего мирного процесса в Северной Ирландии. Борется против католицизма в Северной Ирландии, в частности известны случаи нападений на католические церкви.

### Коммандос Красной Руки

Граффити с изображением эмблемы, используемой Коммандос Красной Руки.

Коммандос Красной Руки (англ. The Red Hand Commando (RHC)) — ольстерское протестантское военизированное подразделение, находящееся в непосредственном подчинении Ольстерским добровольческим силам. Основаны в 1972 в районе Шанкил западного Белфаста Джоном МакКигом. В том же году организация согласилась стать составной частью UVF. Имеет собственные автономные структуры, однако подчиняется UVF «в оперативном отношении», разделяет оружие и личный состав. Объявлена вне закона в 1973. Подразделение названо в честь Красной руки Ольстера. Это подразделение является единственной вооружённой группировкой ольстерских протестантов, в чьих рядах не было двойных агентов и лиц, шпионящих в пользу ИРА.
По данным Университета Ольстера, организация ответственна за 13 смертей, в том числе 12 гражданских лиц и 1 собственного боевика.

### Рыцари Красной Ветви
Рыцари Красной Ветви  (англ. The Knights of the Red Branch (KRB)) — ольстерская лоялистская военизированная группа из Северной Ирландии образована в сентябре 1992, взяла на себя ответственность за зажигательные устройства и взрывную бомбу, оставленную в дублинском банке в Ньютаунабби. В средствах массовой информации были разосланы заявления с угрозами принять меры против любого, кто имеет политические или экономические связи с Ирландской Республикой. Неизвестно, что они несут ответственность за какие-либо жертвы во время смуты.
В ольстерском ответвлении ирландской мифологии Красная Ветвь — имя двух из трёх королевских домов короля Ольстера Конхобара МакНесса (др.‑ирл. Conchobar Mac Nessa, ирл. Conchúr Mac Neasa, англ. Conchobar mac Nessa) в его столице Эмайн Маха (др.‑ирл. Eṁaın Ṁacha, ирл. Eamhain Mhacha, англ. Navan Fort). Позднее использовалось рыцарским орденом — Рыцарями Красной Ветви. Предполагается также, что названия связано с обычаем отрезать головы врагов, и вывешивать их на ветвях деревьев.

### Ольстерское сопротивление

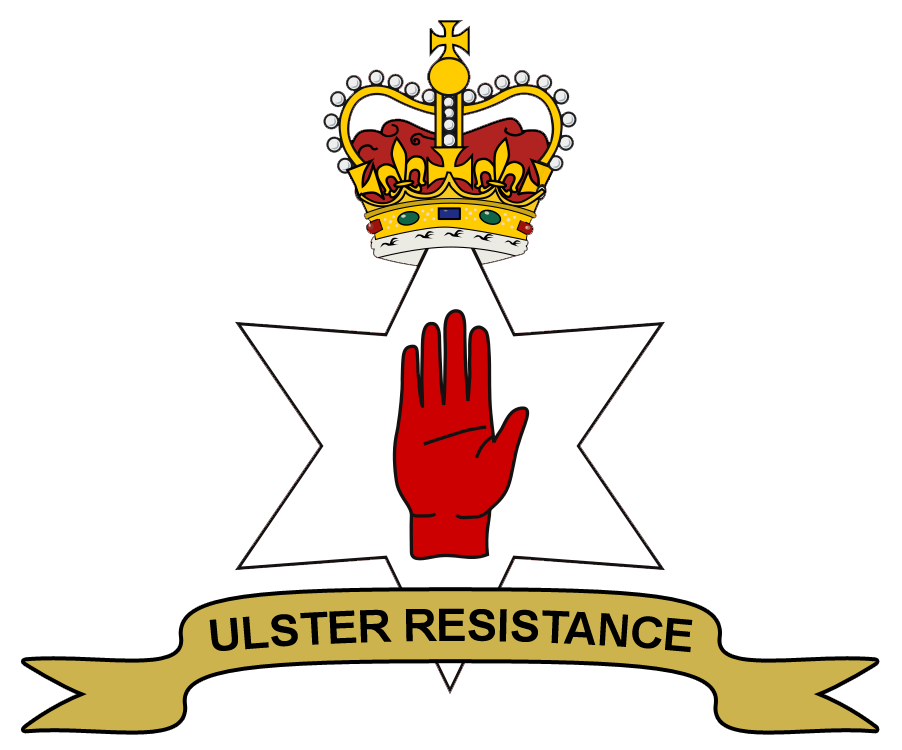
Эмблема, используемая Ольстерским сопротивлением.

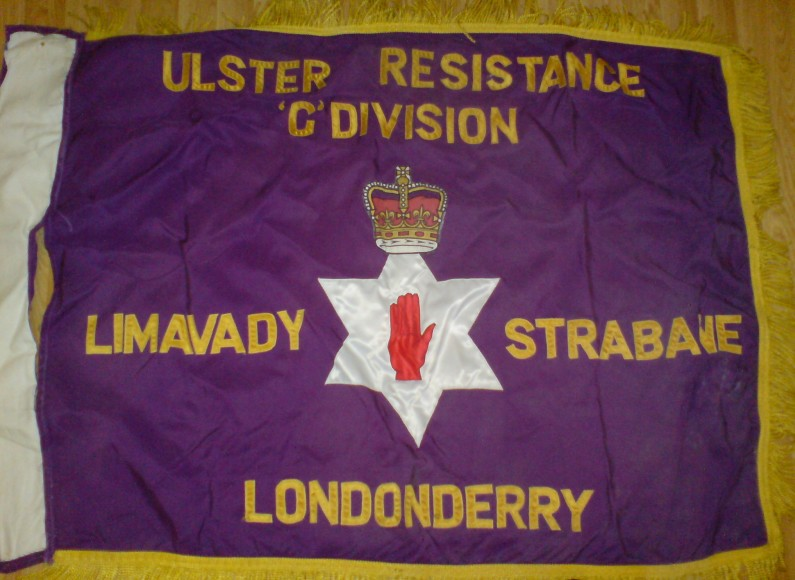
Флаг дивизии «C» Ольстерского сопротивления с эмблемой «Красная рука Ольстера».

Ольстерское сопротивление или Ольстерское движение сопротивления (англ. The Ulster Resistance (UR) or The Ulster Resistance Movement (URM)) — ольстерское лоялистское военизированное движение, созданное лоялистами в Северной Ирландии 10 ноября 1986 года в противовес англо-ирландскому соглашению. В период активной борьбы тесно сотрудничает с UVF и UDA.
Движение было основано на собрании из 3000 человек в Ulster Hall, которое проходило только по приглашениям. Собрание проходило под председательством пресс-секретаря Демократической юнионистской партии (DUP) Сэмми Уилсона, и к нему обратились коллеги по партии Иан Пейсли, Питер Робинсон и Айван Фостер. Также на трибуне был Алан Райт, председатель Ольстерских клубов. За запуском последовал ряд аналогичных сборок по всей Северной Ирландии. Цель этого собрания состояла в том, чтобы «предпринять прямые действия по мере необходимости» для прекращения англо-ирландского соглашения.
На собрании в Эннискиллене Питер Робинсон объявил: 

 Тысячи уже присоединились к движению, и задача по превращению их в эффективную силу продолжается. Сопротивление сообщило, что тренировки и обучение уже начались. Офицеры девяти дивизий приступили к своим обязанностям. Оригинальный текст (англ.)Thousands have already joined the movement and the task of shaping them into an effective force is continuing. The Resistance has indicated that drilling and training has already started. The officers of the nine divisions have taken up their duties. — 
.
На собрании в Ulster Hall Пейсли говорил о необходимости создания дополнительной внегосударственной Третьей силы для борьбы против целей ирландского республиканизма. Затем на камеру было снято, как он драматически надевает красный берет на голову и стоит по стойке смирно. Заместитель лидера DUP Питер Робинсон также был сфотографирован в военизированных регалиях боевиков лоялистов в берете и военной форме на митинге Сопротивления в Ольстере. Однако всё же массового членства в рядах Ольстерского сопротивления собрать не удалось, однако активные группы были созданы в сельских районах, таких как графство Арма, заручившись поддержкой консервативных протестантов из сельской местности.
Движение сотрудничало с Ольстерскими добровольческими силами, Коммандос Красной Руки и Ассоциацией обороны Ольстера для закупки оружия. В июне 1987 года бойцы UVF украли более 300,000 тыс. фунтов стерлингов из Северного банка в Портадауне. На деньги были куплены 206 единиц автоматов Sa vz. 58, 94 единицы пистолетов Browning Hi-Power, 4 единицы гранатометов РПГ-7 и 62 единицы выстрелов к гранатомёту, 450 единиц гранат РГД-5 и 30,000 тыс. патронов, которые прибыли в доки Белфаста из Ливана в декабре 1987 года. Затем оружие было перевезено на ферму между Армой и Портадауном, где оно было распределено между тремя группами.
8 января 1988 года, когда бойцы союзной организации UDA пытались перевезти свою часть оружия и боеприпасов из Портадауна в Белфаст в колонне из трёх автомобилей, часть оружия и боеприпасов была перехвачена на контрольно-пропускном пункте Королевской полиции Ольстера. Были конфискованы 61 единица автоматов, 30 единиц пистолетов, 150 единиц гранат и более 11,000 тыс. патронов, а также арестованы трое бойцов UDA. Дэви Пейн, бригадный генерал UDA в Северном Белфасте, был приговорен к 19 годам тюремного заключения, а двое сопровождавших его бойцов — к 14 годам каждый. Ноэль Литтл, член Ольстерского сопротивления и бывший солдат Ольстерского полка обороны (UDR), который также был председателем Ольстерских клубов в графстве Арма, был арестован в связи с находкой оружия в соответствии с Законом о предотвращении терроризма, но освобожден без предъявления обвинений. Часть вооружения UVF была обнаружена в феврале 1988 года. В результате обысков в районе Крамлин-роуд на северо-западе Белфаста были обнаружены гранатомёт РПГ-7 с 26 единицами выстрелов, 38 единиц автоматов, 15 единиц пистолетов Браунинг, 100 единиц гранат и 40,000 тыс. патронов.
В ноябре 1988 года часть оружия, принадлежащая Ольстерскому сопротивлению, была обнаружена в ходе полицейских обысков в ряде мест в графстве Арма в округах Маркетхилл, Гамилтонсбаун и в городе Арма. Среди найденных предметов были гранатомет РПГ-7 и 5 единиц выстрелов, 3 автомата, пистолет Браунинга, 10 единиц гранат, 12,000 тыс. патронов, боевая экипировка и боевая техника. В тайниках с оружием также была обнаружена ПЗРК «Джавелин» и несколько красных беретов Ольстерского сопротивления. Руководство Демократической юнионистской партии утверждало, что оно разорвало все свои связи с Ольстерским сопротивлением ещё в 1987 году. Когда руководство партии попросило осудить Ольстерское сопротивление в 2016 году, они заявили, что «позиция партии последовательна, что любое лицо, причастное к незаконной деятельности, должно быть расследовано и предстать перед лицом закона».
В сентябре 1989 года 33-летний мужчина из Пойнтцпасс и 35-летний мужчина из Тэндраджи были заключены в тюрьму на 9 и 6 лет, соответственно за хранение и перемещение оружия, и взрывчатых веществ связанных с Ольстерским сопротивлением. В январе 1990 года 32-летний бывший солдат Ольстерского полка обороны из Ричхилла был заключен в тюрьму на 12 лет за хранение оружия и взрывчатых веществ. В 2013 году сообщалось, что сопротивление приобрело более современное оружие вместе с боеприпасами.
21 апреля 1989 года в парижском отеле Hilton были арестованы трое членов сопротивления — Ноэль Литтл, который в 1987 году был ранее арестован в связи с ввозом оружия в Северную Ирландию, свободный пресвитерианин Джеймс Кинг из Киллили (графство Даун), а также Сэмюэл Куинн, сержант Британской территориальной армии из Ньютаунардса. Также были арестованы дипломат из Южной Африки, Дэниел Сторм и американский торговец оружием Дуглас Бернхарт, что привело к мнению о том, что сопротивление пыталось закупиться оружием в обмен на ракетные технологии у Short Brothers. «Парижской тройке» были предъявлены обвинения в торговле оружием и связях с преступниками, причастными к террористической деятельности. Все они были осуждены в октябре 1991 года, после более чем двух лет предварительного заключения. Все заключённые получили условные сроки и штрафы в размере от 2,000 до 5,000 тыс. фунтов стерлингов.
В Индексе смертей Саттона (англ. The Sutton Index of Deaths) утверждается, что двое мужчин, убитые Временной ИРА в октябре 1989 года, были бойцами Ольстерского сопротивления. Томас Гибсон, 27-летний чернорабочий и водитель скорой помощи, работавший неполный рабочий день в Британской территориальной армии, был застрелен в Килрея (графство Лондондерри). Роберт Меткалф, 40-летний владелец армейского магазина излишков в Лергане, был застрелен в своём доме в Магералине (графство Даун). Семьи обоих мужчин отрицали, что они имели какую-либо связь с лоялистскими организациями. После парижских разоблачений Ольстерское сопротивление в значительной степени растворилась в тени, где и остается. Небольшая группа отделилась от организации, назвав себя Сопротивлением (англ. The Resistance). Считается, что они присоединились к Объединённому военному командованию лоялистов (CLMC), которое давно было расформировано.
10 июня 2007 года в статье на первой полосе газеты «Воскресная жизнь» (англ. The newspaper «Sunday Life») сообщалось, что Ольстерское сопротивление по-прежнему активно и вооружено. В заявлении, опубликованном сопротивлением, утверждалось, что у них есть «способность и ресурсы для нанесения смертельного удара». На фотографии, прилагаемой к статье, были изображены двое мужчин в балаклавах, позирующих с автоматами рядом с плакатом, на котором было написано «Дивизия „C“ Ольстерского сопротивления». Сообщается, что с тех пор организация продолжала реструктурироваться и развиваться, и что в настоящее время в Северной Ирландии имеется по крайней мере семь дивизий / бригад, а также бригада «поддержки» на территории Великобритании. В июне 2017 года, после всеобщих парламентских выборов в Соединённом Королевстве, исторические связи Демократической юнионистской партии с Ольстерским сопротивлением обсуждались в СМИ в связи с соглашением между консерваторами и демократами. Эмма Литтл-Пенджли, дочь Ноэля Литтла того самого из «Парижской тройки», была избрана депутатом от Южного Белфаста на выборах 2017 года.

### Защитники Красной Руки

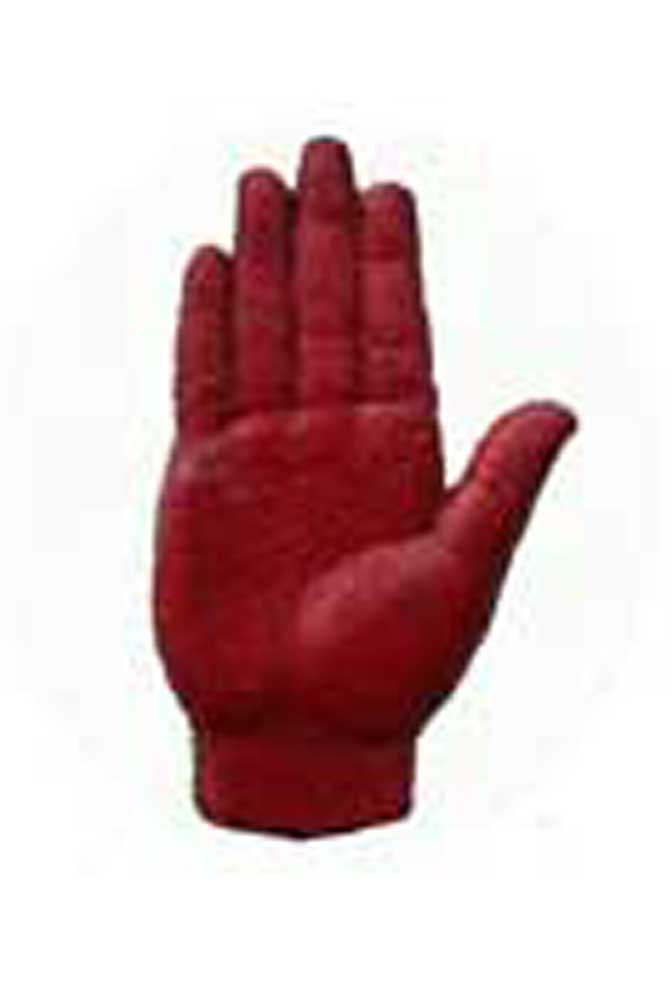
Предполагаемая эмблема Защитников Красной Руки (RHD).

Защитники Красной Руки  (англ. The Red Hand Defenders (RHD)) — ольстерская лоялистская военизированная группа из Северной Ирландии была образована в сентябре 1998 года лоялистами, которые выступали против Белфастского соглашения и лоялистского режима прекращения огня. В состав группы входили в основном представители UDA и LVF. Название группы впервые было использовано диссидентом RHC Фрэнки Карри в 1996 году, и он был ведущей фигурой в этой несколько неструктурированной организации, пока не был убит в 1999 году. Группа была названа в честь Красной руки Ольстера.
Возникновение RHD состоялось, когда группа взяла на себя ответственность за взрыв бомбы 7 сентября 1998 года во время акции протеста лоялистов в Портадауне. Лоялисты протестовали против решения запрета шествия Оранжевого ордена через преимущественно католические и ирландские националистические кварталы города в Драмкри. В результате нападения погиб офицер католической королевской полиции Ольстера. С тех пор RHD взяла на себя ответственность за убийство ещё десяти человек. Он также взял на себя ответственность за многие взрывы самодельных бомб, в основном, в домах католиков. Одним из наиболее заметных нападений RHD было убийство юриста-правозащитника Розмари Нельсон 15 марта 1999 года. Она представляла предполагаемые ирландские республиканские военизированные формирования, семью Роберта Хэмилла и Ассоциацию жителей Гарваги-роуд. Из одиннадцати человек, убитых RHD, девять были гражданскими лицами, один был бывшим членом UDA и один был офицером RUC.
RHD является запрещённой организацией в Соединённом Королевстве в соответствии с Законом о терроризме 2000 года.

### Подлинные борцы за свободу Ольстера
Подлинные борцы за свободу Ольстера  (англ. The Real Ulster Freedom Fighters (The Real UFF, RUFF)) — ольстерская военизированная группа лоялистов-диссидентов в Северной Ирландии. Группа была образована 1 апреля 2007 года бывшими членами UDA/UFF отказавшимися сложить оружие в период режима прекращения огня, вскоре после подписания Сент-Эндрюсского соглашения. Сообщается, что в период с 2009 по 2011 год они совершили 24 нападения в графстве Антрим. Считается, что они насчитывают около 50 бойцов.
В заявлении группы говорится:

 У нас было достаточно людей, говорящих нам, что делать — если представится возможность, мы уберем все руководство UDA, потому что они продают нас. Протестантские районы все ещё наводнены наркотиками, и мы не собираемся стоять в стороне, пока так называемые лоялисты набивают себе карманы.Оригинальный текст (англ.)We have had enough of people telling us what to do - if the opportunity arises we will take out the entire UDA leadership because they are selling us out. Protestant areas are still awash with drugs and we are not going to stand by while so-called loyalists line their pockets.— 
Бойцы RUFF также утверждают, что имеют арсенал, который включает в себя гранатометы, автоматы АК-47, пистолеты, трубчатые бомбы, бомбы из кофейных банок и устройства-ловушки под автомобилем. В газете «Воскресная жизнь» говорится, что они являются союзом между бывшими сторонниками Гэри Смита и другими людьми, которые были близки к братьям Шукри.

### Ольстерский добровольческий сервисный корпус
Ольстерский добровольческий сервисный корпус  или  Авангардный сервисный корпус  (англ. The Ulster Volunteer Service Corps (UVSC) or The Vanguard Service Corps (VSC)) — была ольстерским военизированным движением лоялистов, действовавшим в Северной Ирландии в начале 1970-х годов. Первоначально корпус представлял собой группу управляющих для защиты Авангардной юнионистской прогрессивной партии (VUPP) под названием VSC, и продолжала существовать в таком виде до того момента, пока не стала независимой от этого движения. Группа была создана как военизированное крыло «Авангарда Ольстера» в 1972 году и носила военную форму.
Основная роль корпуса заключалась в обеспечении защиты членов Авангарда во время их выступлений. Некоторые члены группы также несли военную службу как члены полка обороны Ольстера. Их присутствие на выступлениях придавало партии как было описано, «мосливское качество работы». По словам лояльного активиста Сэма МакКлюра, членство в Служебном корпусе сопровождалось торжественной церемонией приведения к присяге, хотя Дэвид Тримбл, активист партии, отклонил это утверждение как «полнейшую чепуху».
Корпус находился под руководством Общего командования Авангарда (англ. The Overall Vanguard Command (OSC)), и были официально отстранены от причастности к насилию и беззаконии. Тем не менее, в рядах корпуса с самого начала проникло несколько членов Ольстерских добровольческих сил. Согласно отчетам Специального отделения Королевской полиции Ольстера (англ. The Royal Ulster Constabulary of the Special Branch (RUC Special Branch)), они начинали как группа бойцов в партии, и первоначально называли себя Волонтёрами Авангарда (англ. The Vanguard Volunteers), а затем были официально преобразованы в Авангардный сервисный корпус.
Организация изменила своё название на Волонтёрский корпус службы Ольстера в 1973 году после создания Авангардной юнионистской прогрессивной партии. Группу возглавлял Хью Петри, который также был ведущей фигурой в Лоялистской ассоциации рабочих. Петри представлял UVSC в Совете армии Ольстера после создания этой организации в 1973 году, накануне забастовки Совета рабочих Ольстера.

### Ольстерская специальная полицейская ассоциация
Ольстерская специальная полицейская ассоциация  (англ. The Ulster Special Constabulary Association (USCA)) — была ольстерской военизированной группой лоялистов, действовавшей в Северной Ирландии в начале 1970-х годов. Группа была образована после роспуска Специальных полицейских сил (обычно известной как «B-Specials») и действовала в рамках полувоенной структуры. Первоначально, ассоциация представлялся собой множество не связанных между собой небольших групп бывших полицейских, которые поддерживали контакт между собой, прежде чем в конечном итоге кристаллизоваться в формальную группу линчевателей. С момента своего создания в 1970 году, группа смогла собрать в свои ряды до 10,000 бойцов. Первоначально ассоциация действовала в основном как группа давления, требуя введения наиболее жёстких законов против ИРА, а также возвращение к более локализованной форме полицейской деятельности, типичной для B-Specials. Однако, вскоре, ассоциация стала более тесно связана с существующими лоялистскими военизированными группами Ольстера.
Джордж Грин был ведущей фигурой в USCA и представлял эту ассоциацию в Совете армии Ольстера во время подготовки к забастовке Совета рабочих Ольстера. Под руководством Грина ассоциация бывших полицейских тесно сотрудничала с Ассоциацией обороны Ольстера, помогая им устанавливать блокпосты на выходных в течение пяти недель непосредственно перед забастовкой. Во время самой забастовки USCA входило в структуру фракций небольших лоялистских военизированных групп, представленных Оранжевыми волонтёрами, Ольстерским добровольческим сервисным корпусом и Down Orange Welfare, которые подтолкнул Билла Крейга к тому, чтобы он взял на себя ведущую роль в организации забастовки. Первоначально, UDA и UVF надеялись максимально исключить политиков из участия в забастовке, но в конечном итоге согласились, и позволили Крейгу и Иану Пейсли сыграть видные общественные роли в остановке забастовки.
Несмотря на тесную связь с другими лоялистами, USCA обладал врожденным консерватизмом, который заставлял многих его членов испытывать дискомфорт по поводу этих связей. С формированием Центрального координационного комитета лоялистов Ольстера, ассоциация отказалась от членства в составе этой коалиции и дистанцировалась от других военизированных формирований лоялистов. Вскоре после этого ассоциация распалась, хотя многие из её членов впоследствии продлжали действовать в организованном в 1977 году Ольстерском сервисном корпусе (англ. The Ulster Service Corps (USC)). Однако, ассоциация ещё продолжала действовать в той или иной форме до 1977 года, очевидно, выпустив заявление, осуждающее юнионистских политиков и организации, критиковавших недавно сформированный Ольстерский сервисный корпус.

### Протестантская группа действия

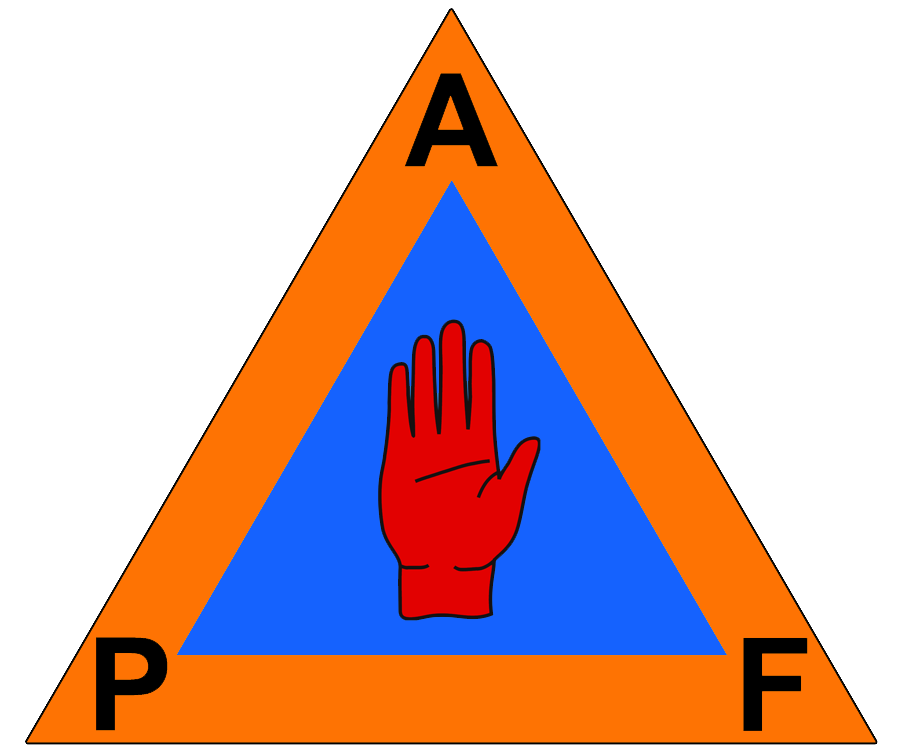
Эмблема используется для обозначения Протестантской группы действия (PAF).

Протестантская группа действия  или  Протестантская оперативная группа  (англ. The Protestant Action Force (PAF) or The Protestant Task Force (PTF)) — была ольстерской военизированной группой лоялистов, действовавшей в Северной Ирландии с 1971 по 1991 годы. Группа была создана членами Ольстерских добровольческих сил (UVF), чтобы взять на себя ответственность за ряд военных атак во время Смуты. Впервые группа была использована в 1974 году и с тех пор использовался, чтобы заявить об убийстве по крайней мере 41 католического гражданского жителя.
Было высказано предположение, что группа был прикрытием, или используемой полунезависимой группой (или группами) в составе Ольстерских добровольческих сил, которые проводили атаки по своей собственной инициативе или без согласования с руководством UVF. Почти все нападения, заявленные группой, произошли в Северном Белфасте и Ньютаунабби, а также в районах графств Арма и Тирон, более известном как «треугольник убийства». Впервые такое название было использовано в 1974-1976 гг. Все атаки в графствах Арма и Тирон в этот период были связаны с бандой Гленанна. Это была группа, в которую входили бойцы Средне-Ольстерской бригады UVF, британские солдаты из Ольстерского полка обороны (UDR) и полицейские из Королевской полиции Ольстера (RUC). В 1980-х годах бойцы группы заявили о 15 атаках в районе Белфаста и об двух в районе Армы. Солдаты полка обороны были признаны виновными в двух атаках на Арму. Командир группы заявил о своих последних атаках в начале 1990-х годов. Все они находились в северной Арме, и были сообщения о причастности к ним сил безопасности.
24 ноября 1974 года, вскоре после того, как группы впервые было упомянуто, в газете «Воскресный мир» было опубликовано интервью с тремя неизвестными мужчинами. Они утверждали, что представляют группу лоялистов, которая существует с 1971 года, и состоит из бывших британских солдат и за последние два месяца группа совершила убийства 28 человек. На вопрос, принадлежат ли они к PAF, они ответили «без комментариев». Позже в интервью они заявили: 

 Можно сказать, что мы являемся членами Средне-Ольстерского подразделения Протестантской оперативной группы. Оригинальный текст (англ.)You can say we are members of the Mid-Ulster unit of the  Protestant Task Force. — 
 Бывший офицер британской разведки Колин Уоллес утверждал, что эти трое были известны британской разведке и были причастны к взрывам в Дублине и Монагане, которые были связаны с бандой Гленанна. В сентябрьском письме 1975 года Уоллес заявляет, что большинство убийств лоялистов в Арме и Тироне в 1975 году, включая убийства членов шоу-бэнда Miami Showband, были совершены Протестантской оперативной группой (PTF). Он заявляет, что ходят слухи, что группа связана с Командой по особым обязанностям, базирующейся в штаб-квартире британской армии в Лисберне. Это была группа британских солдат, участвовавших в секретных операциях.
Считается, что последняя атака группы произошла 28 марта 1991 г. В результате которой было убито трое гражданских лиц-католиков в мобильном магазине в Крейгавоне, на севере графства Арма. Убитыми оказались две девочки-подростка Эйлин Даффи и Катрина Ренни, а также и мужчина Брайан Фриззелл, все жертвы были застрелены. Данная акция группы была заявлена как месть за якобы выстрел и ранение протестантской женщины. Утверждалось, что в нападении был причастен предполагаемый агент королевской полиции Ольстера Робин Джексон. Журналист-расследователь Пол Ларкин предположил, что это мероприятие было организовано Джексоном после получения жалоб от солдат Ольстерского полка обороны (UDR) после того, как им было отказано в обслуживании и оскорбляли работники мобильного магазина. В газете «The Committee» журналист Шон Макфилми утверждает, что нападение было организовано офицерами королевской полиции и осуществлено лично Джексоном.

### Третья сила

Эмблема используемая Третьей силой (TF).

Третья сила  или  Ольстерская Третья сила  (англ. The Third Force (TF) or The Ulster's Third Force (UTF)) — была ольстерской лоялистской военизированной группировкой милиционного типа, созданной североирландским политиком Ианом Пейсли в ночь на 6 февраля 1981 года, тогдашним лидером Демократической юнионистской партии (DUP). Это происходило во время британо-ирландских переговоров между Маргарет Тэтчер и Чарльзом Хоги. Самым известным примером выступления группировки был митинг 1 апреля 1981 года. На нескольких митингах большие группы мужчин указывают на свидетельства об имеющимся огнестрельном оружии. Митинги проводились на склонах холмов возле городов Гортин, Ньюри и Арма. 3 декабря 1981 года Пейсли заявил, что Третья сила располагает от 15 000 до 20 000 бойцов в своём составе. В городе Гортин королевская полиция Ольстера (RUC) подверглась нападению, и две машины были перевернуты.
Группировка была создана Пейсли в качестве дополнения к силам безопасности (Пейсли ранее был связан с военизированной группировкой лоялистов Ольстерских протестантских добровольцев (UPV)). Группировка выросла в численности в знак противодействия нарастающим темпам сотрудничества между правительствами Соединённого Королевства и Республики Ирландия, а также в ответ на убийство Роберта Брэдфорда. Группировка в значительной степени прекратила своё существование в связи с появлением Ольстерского сопротивления (UR) в ноябре 1986 года.

### Оранжевое благоденствие Дауна
Оранжевое благоденствие Дауна  (англ. The Down Orange Welfare (DOW)) — была ольстерской военизированной группировкой лоялистов, действовавшей в Северной Ирландии в 1970-е годы. Действуя в сельских районах графства Даун, группа исчезла после того, как не сумела заручиться поддержкой более крупных группировок, таких как Ассоциация обороны Ольстера (UDA) и Ольстерских добровольческих сил (UVF). Группировка была основана в 1972 году её командиром подполковником Питером Брашем и его заместителем Гербертом Хеслипом, которые оба были членами Ольстерской юнионистской партии (UUP). Утверждая, что группировка связана с Оранжевым орденом, и насчитывала до 5,000 тыс. обученных бойцов, многие из которых служили бывшими сотрудниками сил безопасности и бывшими сотрудниками Специальных полицейских сил (USC), обычно называемым «спецназом B». Группировка была очень консервативной и элитарной по своей природе, а также была самой сильной среди фермерского сообщества северных районов графства Даун. В группировке было также задействовано несколько местных мелких предпринимателей.
Заявленная цель DOW заключалась в том, чтобы как можно больше противостоять росту ирландского республиканизма, также как и социализму. Таким образом, группировку изображали как «отряд судного дня», готовящийся противостоять любому ожидаемому националистическому восстанию. Группировка также входила в состав зонтичного Совета армии Ольстера, созданного в 1973 г. Группировка также установила союзнический контакт с английской радикальной националистической партией «Британский национальный фронт», которая в то время имела близкие контакты с Ольстерскими добровольческими силами.
Группировка активно участвовала в забастовке Совета рабочих Ольстера в мае 1974 года, бойцы группировки блокировали дороги во время последовавших протестов. Они также участвовали в менее успешной забастовке Объединённого совета действий юнионистов (англ. The United Unionist Action Council (UUAC)) в 1977 году. Группировка отказалась продолжать акционировать после этой второй забастовки и вскоре была расформирована. Лидер группировки Браш вскоре исчез из поля зрения публики вместе со своей организацией.
По словам офицера Специальной патрульной группы Королевской полиции Ольстера (SPG RUC) Джона Вейра, эта группировка занималась производством оружия для Средне-Ольстерской бригады UVF, которой с 1975 года до начала 1990-х годов командовал Робин Джексон. Джексон занял пост лидера, когда основатель бригады Билли Ханна был застрелен возле своего дома в Лургане; убийство совершил якобы сам Джексон. Оружие передовалось бригаде UVF через нескольких офицеров Королевской полиции, базирующихся на станции Ньюри, включая офицера Вейра. Вейр утверждал, что он лично получил два пистолета-пулемёта Sterling от группировки DOW, которые затем передал Средне-Ольстерской бригаде. Оружие было изготовлено в Спа (графство Даун), группой которая в то время занималась производством карабинов M1. Вейр также утверждал, что главный суперинтендант Гарри Брин был членом группировки DOW и присутствовал при передаче ему оружия. Эти обвинения против Брина категорически отвергаются его бывшими коллегами из Королевской полиции.
Вейр был осужден в 1980 году за убийство химика-католика Уильяма Стратерна, которое произошло в 1977 году. Гарри Брин был одним из двух офицеров Королевской полиции, убитых в засаде Временной ИРА в окрестностях Джонсборо (графство Арма), в марте 1989 года. Несмотря на свою явную воинственность, группировка Down Orange Welfare никогда не принимала непосредственного участия в убийствах и, по всей видимости, нападения не приписывались этой организации.

### Ольстерский сервисный корпус
Ольстерский сервисный корпус  (англ. The Ulster Service Corps (USC)) — была лоялистской военизированной группировкой линчевателей, действовавшей в Северной Ирландии в конце 1970-х годов. Несмотря на недолгий срок существования, в ней было довольно много активистов. Одна из ряда небольших независимых лоялистских военизированных группировок, действующих в середине 1970-х, наряду с Оранжевыми волонтёрами (OV), Ольстерским добровольческим сервисным корпусом (UVSC), Оранжевым благоденствием Дауна (DOW) и Ольстерской специальной полицейской ассоциацией (USCA), Ольстерский сервисный корпус была самой крупной из этих небольших группировок. Состоящий в основном из бывших сотрудников Специальных полицейских сил (USC), он сохранил большую часть структуры этой организации и пользовался сильной поддержкой в некоторых сельских районах Северной Ирландии. Большинство создателей группировки были членами USCA, который распался примерно за год до создания USC.
Группировка была создана в 1976 году Объединённым советом юнионистских действий (UUAC), подкомитетом Объединённого совета юнионистов Ольстера (UUUC). Группировка имела связи с Оранжевым орденом и проводила встречи в залах ордена, однако орден решил не устанавливать какие-либо официальные тесные связи с USC, вместо этого продолжая призывать своих членов присоединяться к официальным силам безопасности, а не к группам линчевателей. В начале 1977 года группировка установила блокпосты в некоторых частях графств Лондондерри, Арма и Тирон, а также заявила, что проводили время, наблюдая за «конспиративными квартирами» Временной ИРА, чтобы собрать как можно больше данных о них. Во время блокпостов и связанных с этим патрулей некоторые члены USC имели при себе огнестрельное оружие, хотя, как правило, это было легальное огнестрельное оружие. Во время выступления в Палате общин Иан Пейсли даже заявил, что он участвовал в этих патрулях, а также Пейсли вместе и Эрнестом Бэрдом продвигали USC и поощряли своих сторонников, если те вербовали новых активистов в их группировку. Бэрд надеялся, что сможет использовать USC в качестве своей частной армии в случае гражданских беспорядков, вызванных забастовкой UUAC в 1977 г.
Отношения группировки с силами безопасности были сложными и вызвали ряд встречных претензий. Социал-демократическая и лейбористская партия заявила, что эта группа участвовала в сговоре с Ольстерским полком обороны (UDR), и что эти две организации даже проводили совместное патрулирование в Среднем Ольстере. Сама группировка подтвердила, что работала с сотрудниками полка обороны и Королевской полицией Ольстера, хотя силы безопасности категорически отрицали, что такая деятельность имела место быть. Ряд активистов группировки были привлечены к суду за нарушение общественного порядка, и правительство осудило группировку в потере времени, и заставив отвлечь столь необходимые силы безопасности от их деятельности, чтобы разобраться с блокпостами и препятствиями в USC. Тем не менее, заявление группировки о том, что она является исключительно оборонительной организацией были приняты, как и в случае с Ассоциацией обороны Ольстера в то время, не было предпринято никаких попыток запретить эту группировку. В то же время судьба группировки неясна, хотя неудача в организации забастовки 1977 г. привела к краху Объединённого совета юнионистов Ольстера и прекращению сотрудничества между Бэрдом и Пейсли.

### Молодёжные организации

#### Молодые ополченцы Ольстера

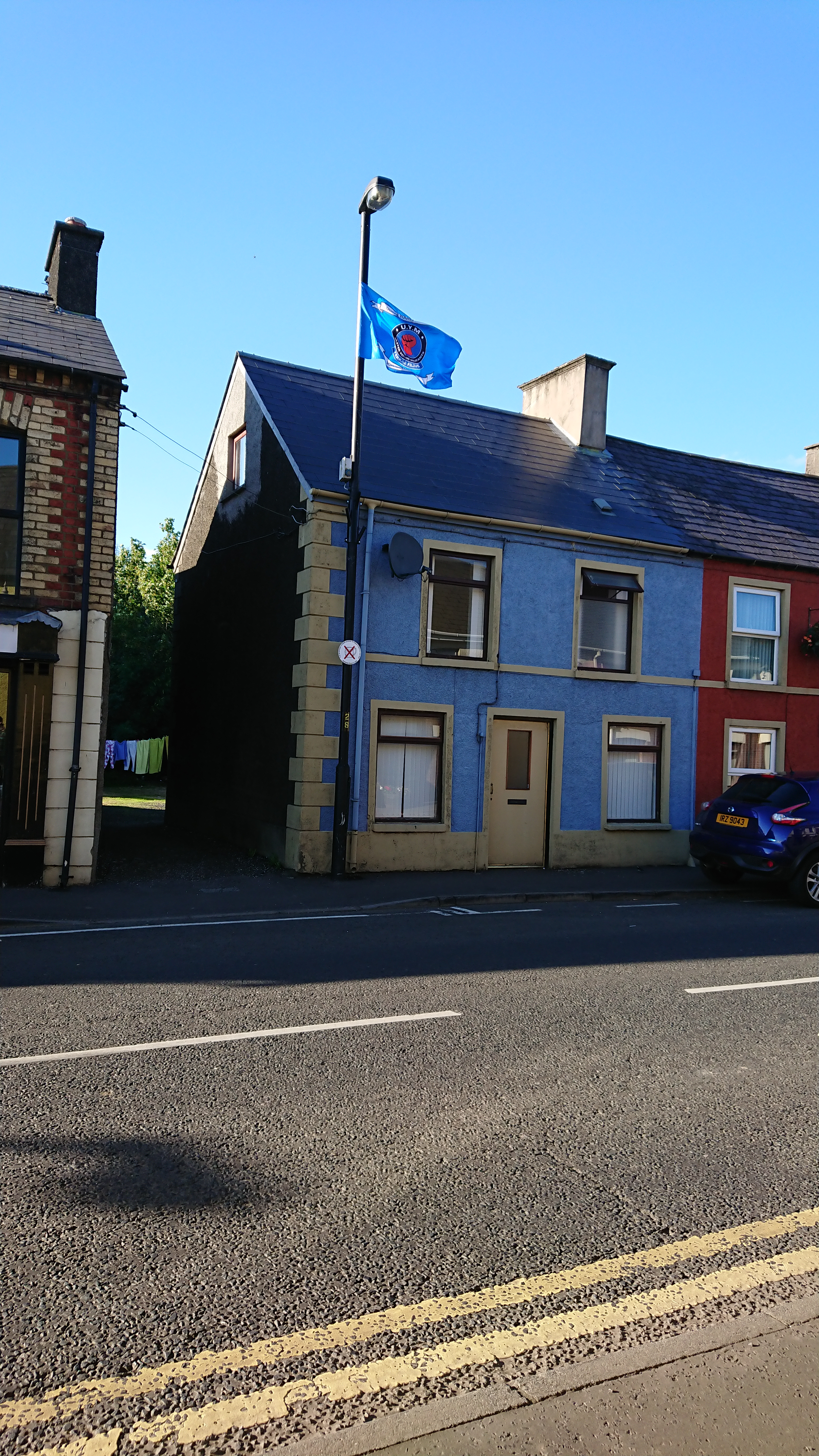
Флаг UYM развевается в сельской деревне Броушейн, графство Антрим.

Молодые ополченцы Ольстера  (англ. The Ulster Young Militants (UYM)) — молодёжное крыло UDA, лоялистская военизированная группировка. Основана в 1974. Деятельность сконцентрирована, в основном, в Белфасте (особенно Восточный Белфаст). Члены организации были известны как «Шотландские банды», преследующие католиков в протестантских районах Белфаста. Эти банды включали группировки «KAI», «Молодые шотландцы Шанкила», «Мятежный Отряд Баллибена» и др. Многие постоянные лоялисты перед вступлением в UDA были членами UYM.

#### Молодые гражданские добровольцы

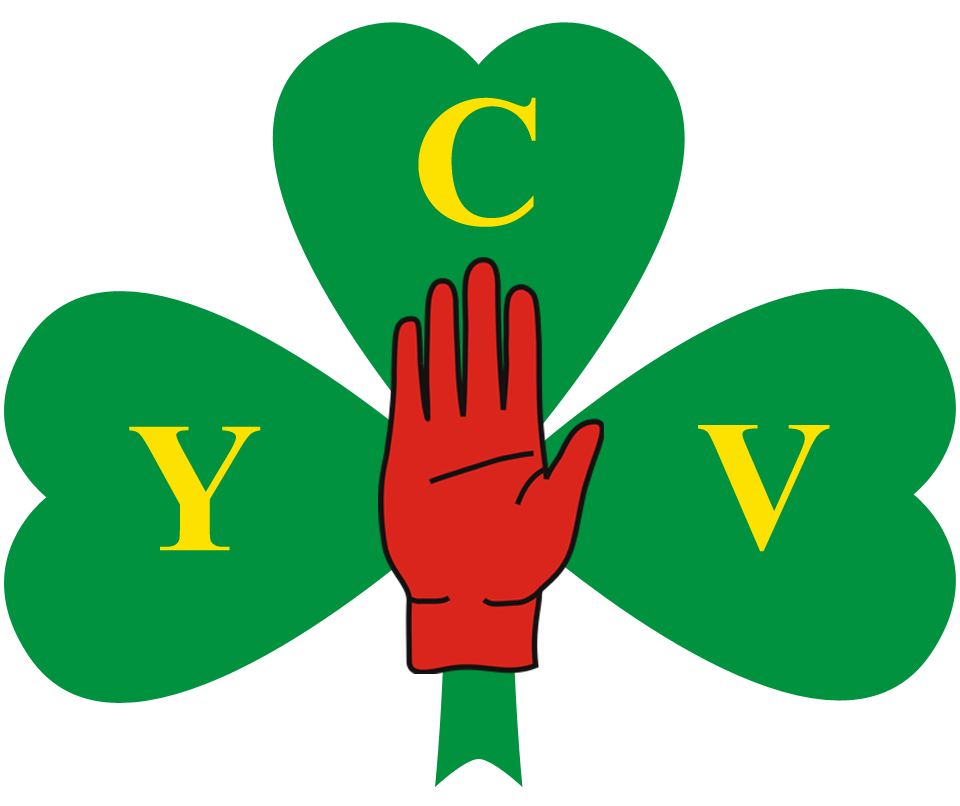
Эмблема, используемая YCV.

Молодые гражданские добровольцы  (англ. The Young Cityzen Volunteers (YCV) (1972)) — молодёжная организация Северной Ирландии, возрожденная в 1972 году преимущественно из протестантов. В настоящее время YCV является молодёжным крылом UVF и состоит исключительно из протестантов. Своё имя взяла в честь одноимённой организации, появившейся в 1912 году, но при этом непосредственно не является её правопреемницей. Символом Добровольцев является трилистник, увенчанный Ольстерской Красной рукой.

### Зонтичные организации
Для протестантских военизированных группировок Ольстера характерно наличие «зонтичных организаций» (англ. Umbrella organization), объединяющих и координирующих деятельность ряда более мелких групп. Аналогом таких структур в экономике являются франчайзи.

#### Объединённое военное командование лоялистов
Объединённое военное командование лоялистов  (англ. The Combined Loyalist Military Command (CLMC)) было образовано в начале 1990-х годов, и объединяет лидеров Оборонной Ассоциации Ольстера (UDA), Сил Волонтёров Ольстера (UVF) и Коммандос Красной Руки (RHC). Включает в свой состав также членов политических крыльев первых двух группировок — Ольстерской демократической партии и Прогрессивной юнионистской партии (RHC не имеет своего политического крыла).

#### Центральный координационный комитет Ольстерских лоялистов
Центральный координационный комитет Ольстерских лоялистов  (англ. The Ulster Loyalist Central Co-ordinating Committee (ULCCC)) был образован в 1974 году в Белфасте, после забастовки в Ольстерском рабочем совете, с целью облегчения встреч и координации политики между Советом рабочих Ольстера, с объединяещими его структурами лоялистских военизированных группировок/групп и политических представителей лоялизма Ольстера.

#### Совет Ольстерской армии
Совет Ольстерской армии  (англ. The Ulster Army Council (UAC)) был образован в 1973 году как зонтичная группа UDA и UVF для координации совместных полувоенных операций во время забастовки Совета рабочих Ольстера. И являлся главным военно-политическим органом правления всех лоялистских сил до образования Ольстерского сервисного корпуса в 1977 году.

#### Объединённый совет юнионистов Ольстера
Объединённый совет юнионистов Ольстера  или  Объединённая Ольстерская юнионистская коалиция, Юнионистская парламентская коалиция  (англ. The United Ulster Unionist Council (UUUC) or The United Ulster Unionist Coalition (UUUC), The Unionist Parliamentary Coalition (UPC)) была образована в январе 1974 года как зонтичная организация. Организация была основана Гарри Уэстом и представляла собой официальный избирательный договор между Ольстерской юнионистской партией (UUP), Демократической юнионистской партией (DUP) и Авангардной юнионистской прогрессивной партией (VUPP). Уэст организовал коалицию, получив контроль над Ольстерской юнионистской партией вместо Брайана Фолкнера, чтобы активизировать оппозицию в противовес существующим договоренностям о разделении власти и выступить против юнионистов Фолкнера, выступающих за ассамблею, которые позже объединились в Юнионистскую партию Северной Ирландии (UPNI).
Объединённый совет начал распадаться в 1976 году, после того когда лидер VUPP Уильям Крейг предложил работать в потенциальном коалиционном правительстве вместе с националистической Социал-демократической и лейбористской партией. Когда стало ясно, что идеи Крейга не совпадают с идеями его партнёров и оппонентов, Крейг вышел из партии Авангардистов создав Объединённую ольстерскую юнионистскую партию (UUUP), в то время как сторонники Крейга остались в партии Авангардистов, которая покинула Объединённый совет. С того момента Объединённый совет состоял из партии юнионистов, демократов и объединённых юнионистов. В 1977 году Объединённый совет учредил Объединённый совет действий юнионистов (англ. The United Unionist Action Council (UUAC)) — политическую группу и координационный комитет всего Ольстерского активизма. Группа была возглавляема Джозефом Бёрнсом с участием лидеров демократов Ианом Пейсли и объединённых юнионистов Эрнеста Бэрдом, группа включала представителей лоялистских военизированных групп, таких как Ассоциация обороны Ольстера, Оранжевое благоденствие Дауна и Оранжевые волонтёры, а также организовала свою собственную группу линчевателей под названием Ольстерский сервисный корпус (USC). Объединённый совет действий юнионистов помог организовать забастовку в мае 1977 г., проведенную Советом рабочих Ольстера, который стремился повторить эффекты 1974 года. Однако вторая попытка оказалась гораздо менее эффективной и не получила поддержки со стороны ольстерских юнионистов, которые фактически вели кампанию против неё. Забастовка оказалась последней каплей для Объединённого совета юнионистов Ольстера, все партии решили разом выйти из организации, тем самым прекратив существование совета.

## Лоялисты в официальных силовых структурах
Спецификой конфликта в Северной Ирландии является присутствие лоялистов в некоторых официальных военизированных группах, входящих в структуру британской армии либо полиции.

### Специальные полицейские силы

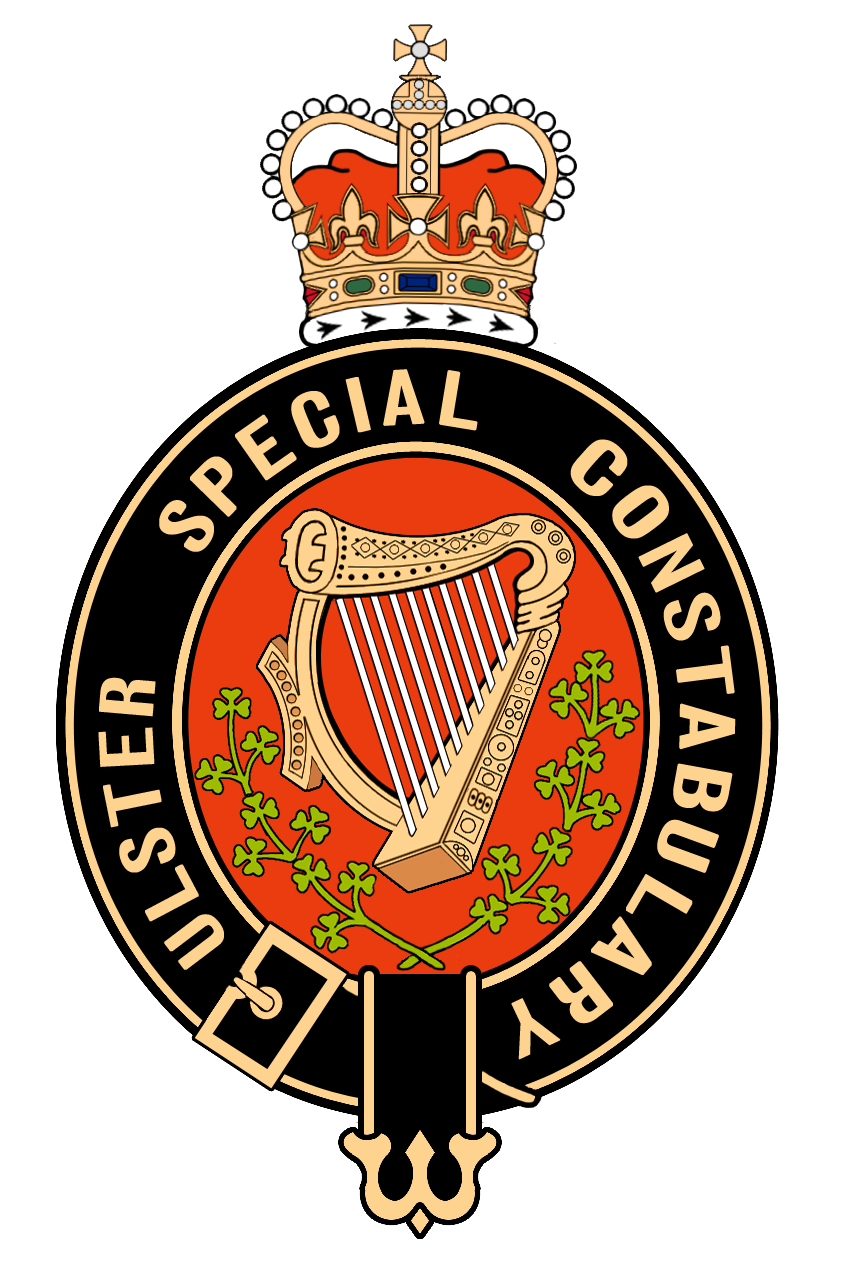
Эмблема Специальных полицейских сил (USC).

Специальные полицейские силы или  Специальные силы Б  (англ. The Ulster Special Constabulary (USC) or «B-Specials», «B-Men»)) — было квазивоенным резервным подразделением специальной полиции в Северной Ирландии. Это подразделение было основано в октябре 1920 года, незадолго до разделения Ирландии. Это был вооружённый корпус, частично организованный по военной линии и мобилизированный во время чрезвычайных ситуаций, таких как война или повстанческое движение. Он выполнял эту функцию в первую очередь в начале 1920-х годов во время Ирландской войны за независимость и пограничной кампании ИРА 1956—1962 годов.
За время его существования 95 бойцов USC погибли при исполнении служебных обязанностей. Большинство из них (а именно 72 сотрудника), были убиты в конфликте против ИРА в 1921—1922 годах. Ещё 8 погибли во время Второй мировой войны, в результате воздушных налетах или атаках ИРА. Большинство из остальных погибли в результате несчастных случаев, но двое бывших офицеров погибли во время беспорядков в 1980-х.
Нарастание требований предоставления Ирландии независимости привело к формированию британской короной в 1920-х годах местного ополчения из бывших британских офицеров, солдаты которого получили прозвище «Огзи» («Auxy», от Auxiliary Division). Таким образом была сформирована Вспомогательная дивизия в составе Королевской Ирландской полиции (англ. The Royal Irish Constabulary (RIC)). Это ополчение широко использовало опыт германских фрайкоров и предназначалось для антипартизанской борьбы. Часто «Огзи» путают с Резервными силами RIC, бойцы которого были известны как «чёрно-пегие» (black and tans) за комбинирование цветов униформы Британской армии и констеблей RIC, с отсылкой на знаменитых гончих собак из Лимерика. В итоге «чёрно-пегими» могут называть как резервистов, так и солдат Вспомогательной дивизии.
1 ноября 1920 RIC была усилена с помощью резерва, набранного из лоялистов. Так были образованы Специальные полицейские силы. Она насчитывала до 32 тыс. чел. и разделялась на секции:
- Специальные полицейские силы A — полная занятость, оплачиваются (5 тыс. 500 чел.);
- B — занятость один вечер в неделю, не оплачиваются (19 тыс. чел.);
- C — не оплачиваемые, не получают униформы, несут службу вблизи своих домов (7 тыс. 500 чел.);
- C1 — вызываются только в чрезвычайных случаях.

Эта сила была почти исключительно протестантской в Ольстере, и в результате католики относились к ней с большим недоверием. Подразделение осуществило несколько убийств из мести и репрессалий против мирных католиков в конфликте 1920—1922 годов. Юнионисты в целом поддерживали USC как средство защиты Северной Ирландии от подрывной деятельности и внешней агрессии.
В 1922 многие бойцы Специальных сил A вступают в регулярную полицию. В 1926 году A и C распускаются.
В 1960-х годах Специальные полицейские силы становятся объектом для многочисленных обвинений в нарушениях прав человека, и в превращении в протестантскую террористическую группировку. В мае 1970 года Специальные полицейские силы была расформированы после выхода доклада Ханта, в котором содержались рекомендации реформировать силы безопасности Северной Ирландии, чтобы привлечь больше католических новобранцев и демилитаризовать полицию. Его функции и членство в основном были переданы Ольстерскому полку обороны и Королевской полиции Ольстера. Часть личного состава полиции влились в Ольстерскую специальную полицейскую ассоциацию (англ. The Ulster Special Constabulary Association (USCA)).

### Ольстерский полк обороны

Флаг Ольстерского полка обороны (UDR).

Ольстерский полк обороны  (англ. The Ulster Defence Regiment (UDR)) — пехотный полк британской армии, сформирован в 1970 взамен распущенных Специальных полицейских сил Б. Первоначально имел 11-батальонный состав, затем число батальонов уменьшилось до 9 (1984), потом до 7 (1991). Таким образом, являлся самым большим полком в британской армии (в большинстве армий мира полки имеют 3-4-батальонный состав). В 1992 UDR объединён с Королевскими ирландскими рейнджерами в Королевский ирландский полк.

## Другие организации лоялистов

### Лоялистская ассоциация рабочих
Лоялистская ассоциация рабочих  (англ. The Loyalist Association of Workers (LAW)) — военизированная группировка, призванная мобилизовать профсоюзы в поддержку лоялистских усилий. Основана в 1971, однако уже в середине 1974 прекращает своё существование.

### Тара (Северная Ирландия)
Тара  (англ. The Tara) — религиозная группа движения лоялистов Ольстера в Северной Ирландии, исповедовавшая разновидность евангелического протестантизма. Проповедуя жёсткую и несколько эзотерическую марку лояльности, Тара пользовалась некоторым влиянием в конце 1960-х, прежде чем пришла в упадок из-за громкого скандала с сексуальным насилием, в котором участвовал её лидер Уильям Макграт.

### Ольстерская политическая исследовательская группа
Ольстерская политическая исследовательская группа  (англ. The Ulster Political Research Group (UPRG)) — крыло Ассоциации обороны Ольстера, предоставляющая этой группировке политические исследования и советы.

### Совет рабочих Ольстера
Совет рабочих Ольстера  (англ. The Ulster Workers' Council (UWC)) — рабочая лоялистская организация, с 1974 года — преемник организации LAW (см. выше).